# Historia del electromagnetismo

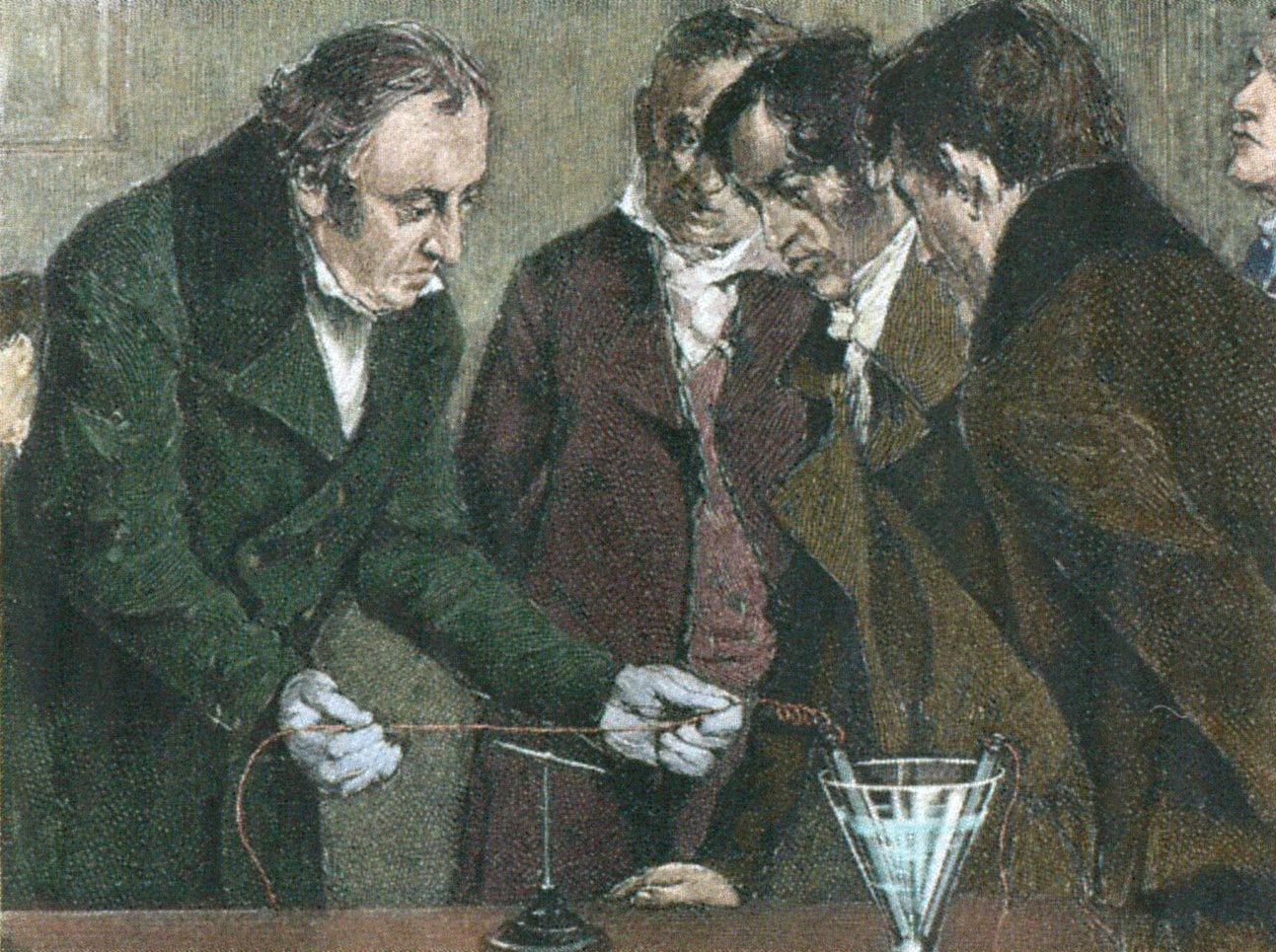
El físico danés Hans Christian Ørsted, realizando el experimento que le permitió descubrir la relación entre la electricidad y el magnetismo en 1820.

La historia del electromagnetismo, considerada como el conocimiento y el uso registrado de las fuerzas electromagnéticas, data de hace más de dos mil años.
En la antigüedad ya estaban familiarizados con los efectos de la electricidad atmosférica, en particular del rayo ya que las tormentas son comunes en las latitudes más meridionales, ya que también se conocía el fuego de San Telmo. Sin embargo, se comprendía poco la electricidad y no eran capaces de producir estos fenómenos.
Durante los siglos XVII y XVIII, William Gilbert, Otto von Guericke, Stephen Gray, Benjamin Franklin, Alessandro Volta entre otros investigaron estos dos fenómenos de manera separada y llegaron a conclusiones coherentes con sus experimentos.
A principios del siglo XIX, Hans Christian Ørsted encontró evidencia empírica de que los fenómenos magnéticos y eléctricos estaban relacionados. De ahí es que los trabajos de físicos como André-Marie Ampère, William Sturgeon, Joseph Henry, Georg Simon Ohm, Michael Faraday en ese siglo, son unificados por James Clerk Maxwell en 1861 con un conjunto de ecuaciones que describían ambos fenómenos como uno solo, como un fenómeno electromagnético.
Las ahora llamadas ecuaciones de Maxwell demostraban que los campos eléctricos y los campos magnéticos eran manifestaciones de un solo campo electromagnético. Además, describía la naturaleza ondulatoria de la luz, mostrándola como una onda electromagnética. Con una sola teoría consistente que describía estos dos fenómenos antes separados, los físicos pudieron realizar varios experimentos prodigiosos e inventos muy útiles como la bombilla eléctrica por Thomas Alva Edison o el generador de corriente alterna por Nikola Tesla. El éxito predictivo de la teoría de Maxwell y la búsqueda de una interpretación coherente de sus implicaciones, fue lo que llevó a Albert Einstein a formular su teoría de la relatividad que se apoyaba en algunos resultados previos de Hendrik Antoon Lorentz y Henri Poincaré.
En la primera mitad del siglo XX, con el advenimiento de la mecánica cuántica, el electromagnetismo tuvo que mejorar su formulación para que fuera coherente con la nueva teoría. Esto se logró en la década de 1940 cuando se completó una teoría cuántica electromagnética conocida como electrodinámica cuántica

## Electricidad y magnetismo
La electricidad se trata conjuntamente con el magnetismo porque ambos aparecen generalmente juntos, cuando la primera está en movimiento, el último también está presente.
El fenómeno del magnetismo fue observado desde el principio de la historia, pero no fue completamente explicado hasta que se desarrolló la idea de la inducción magnética. También el fenómeno de la electricidad fue igualmente observado desde el principio, pero no fue completamente explicado hasta que se desarrolló la idea de carga eléctrica.

## Historia antigua y clásica
El conocimiento de la electricidad estática se remonta a las civilizaciones más tempranas, pero durante milenios se mantuvo como un fenómeno interesante y desconcertante, sin una teoría que explicase su comportamiento y, a menudo, confundido con el magnetismo. Los antiguos conocían propiedades bastante curiosas que poseían dos sustancias, el ámbar (ἤλεκτρον, ēlektron) y el mineral de hierro magnético (μαγνῆτις λίθος magnētis lithos,magnētis lithos, la piedra de Magnesia, piedra imantada). El ámbar, cuando se frota, atrae objetos livianos, como plumas; el mineral de hierro magnético tiene el poder de atraer hierro.
Basándose en su descubrimiento de un artefacto hematítico olmeca en América Central, el astrónomo estadounidense John Carlson sugirió que «los olmecas pueden haber descubierto y utilizado la brújula geomagnética de piedra imantada antes de 1000 a. C.». Si ello fuese verdad, «precede al descubrimiento chino de la brújula de piedra imantada geomagnética en más de un milenio». Carlson especula que los olmecas pueden haber usado artefactos similares como un dispositivo direccional para propósitos astrológicos o geománticos, o para orientar sus templos, las moradas de los vivos o los enterramientos de los muertos. La referencia más antigua de la literatura china al magnetismo se encuentra en un libro del siglo IV a. C. titulado Libro del maestro del valle del Diablo (鬼谷 子): «La piedra imantada hace que el hierro llegue o lo atraiga».
Mucho antes de que existiera algún conocimiento del electromagnetismo, las personas eran conscientes de los efectos de la electricidad. Los relámpagos y otras manifestaciones de electricidad, como el fuego de San Telmo, se conocían en la antigüedad, pero no se entendía que estos fenómenos tuvieran un origen común. Los antiguos egipcios estaban al tanto de las descargas al interactuar con peces eléctricos (como el bagre eléctrico) u otros animales (como las anguilas eléctricas). Las descargas de los animales fueron evidentes para los observadores que desde la prehistoria habían estado en contacto con ellos. Los textos de 2750 a. C. de los antiguos egipcios se referían a estos peces como «el trueno del Nilo» y los veían como los protectores de todos los demás peces. Otro posible enfoque para descubrir la identidad de los rayos y de la electricidad de cualquier otra fuente, se debe atribuir a los árabes, quienes antes del siglo XV utilizaban la misma palabra árabe para relámpago (barq) y la raya eléctrica.
Tales de Mileto, que escribió alrededor del año 600 a. C., observó que frotando pieles con diversas sustancias como el ámbar provocaba que atrajeran motas de polvo y otros objetos de luz. Tales escribió sobre el efecto que ahora se conoce como electricidad estática. Los griegos notaron que si frotaban el ámbar el tiempo suficiente, incluso podían conseguir que saltase una chispa eléctrica. En esa época en la alquimia y la filosofía natural, se pensaba que podría existir un medio material llamado «éter», una sustancia que llenaría el espacio o campo.
Los fenómenos electrostáticos fueron reportados nuevamente milenios más tarde por los naturalistas y médicos romanos y árabes. Varios escritores antiguos, como Plinio el Viejo y Scribonius Largus, atestiguaron el efecto adormecedor de las descargas eléctricas producidas por los pez gato y torpedo rayos. Plinio en sus libros escribe: «Los antiguos toscanos por su aprendizaje sostienen que hay nueve dioses que envían relámpagos y los de once géneros». Esta fue, en general, la idea pagana temprana de los rayos. Los antiguos tenían algún concepto de que las descargas podían viajar a lo largo de objetos conductores. Los pacientes que sufrían dolencias como la gota o el dolor de cabeza eran tratados con peces eléctricos con la esperanza de que la poderosa sacudida al tocarlos pudiera curarlos.

## Edad Media y Renacimiento
La atracción magnética ya había sido explicada antes por Aristóteles y Tales como el trabajo de un alma en la piedra. Esa alma fue el primer ataque de la razón humana a la superstición y la fundación de la filosofía. Al cabo de siglos, una nueva capacidad de la magnetita se reveló en su polaridad, o la aparición de efectos opuestos en extremos opuestos, y llevó luego a la primera utilización del conocimiento adquirido, en la aguja náutica, que condujo que al descubrimiento del Nuevo Mundo, y la apertura de todos los portales del Antiguo Mundo al comercio y la civilización.
En el siglo XI, el científico chino Shen Kuo (1031-1095) fue la primera persona en escribir sobre la brújula de aguja magnética y que esta mejoraba la precisión de la navegación al emplear el concepto astronómico de norte verdadero (Dream Pool Essays, (señalado en 1088 d. C.), y en el siglo XII, se sabía que los chinos usaban la brújula de piedra imantada para la navegación. En 1187, Alexander Neckam fue el primero en Europa en describir la brújula y su uso para la navegación.
El magnetismo fue una de las pocas ciencias que progresaron en Europa medieval. En el siglo XIII, Peter Peregrinus, un nativo de Maricourt en Picardía, hizo un descubrimiento de importancia fundamental. El erudito francés realizó experimentos sobre magnetismo y escribió el primer tratado que se conserva que describe las propiedades de los imanes y de las agujas pivotantes de brújula. La brújula seca fue inventada alrededor de 1300 por el inventor italiano Flavio Gioja.
El arzobispo Eustacio de Tesalónica, erudito griego y escritor del siglo XII, registra que Woliver, rey de los godos, era capaz de echar chispas de su cuerpo. El mismo escritor afirma que cierto filósofo era capaz, mientras se vestía, de hacer saltar chispas de su ropa, un resultado aparentemente similar al obtenido por Robert Symmer en sus experimentos con medias de seda, un relato cuidadoso que se puede encontrar en las  'Philosophical Transactions', 1759.
Hacia la última parte del siglo XVI un médico de la época de la reina Isabel, el Dr. William Gilbert, en De Magnete, amplió el trabajo de Cardano y acuñó la nueva palabra latina «electricus» de (Elektron), palabra griega que significa «ámbar». El primer uso de la palabra «electricidad» se atribuye a Sir Thomas Browne en su obra de 1646, «Pseudodoxia Epidemica». Gilbert emprendió un número de cuidadosos experimentos eléctricos, en el curso de los cuales descubrió que muchas otras sustancias distintas que el ámbar, como el azufre, la cera, el cristal, etc., eran capaces de manifestar propiedades eléctricas. Gilbert también descubrió que un cuerpo calentado perdió su electricidad y que la humedad previene la electrificación de todos los cuerpos, debido al hecho ahora bien conocido de que la humedad perjudica el aislamiento de tales cuerpos. También notó que las sustancias electrificadas atraen a otras sustancias indiscriminadamente, mientras que un imán solo atrae el hierro. Muchos descubrimientos de esta naturaleza ganaron para Gilbert el título de fundador de la ciencia eléctrica.
Otro pionero fue Robert Boyle, que en 1675 declaró que la atracción y la repulsión eléctrica pueden actuar a través del vacío. Uno de sus importantes descubrimientos fue que los cuerpos electrizados en el vacío pueden atraer sustancias ligeras, esto indica que el efecto eléctrico no depende del aire como medio. También añadió la resina a la lista conocida hasta entonces de sustancias eléctricas.
Esto fue seguido en 1660 por Otto von Guericke, que inventó uno de los primeros generadores electrostáticos. A finales del siglo XVII, los investigadores habían desarrollado los medios prácticos de generación de electricidad por la fricción con un generador de electrostático, pero el desarrollo de máquinas electrostáticas no comenzó en serio hasta el siglo XVIII, cuando se convirtieron en instrumentos fundamentales en el estudio de la nueva ciencia de la electricidad.

## SigloXVIII

### Principios de los años 1700

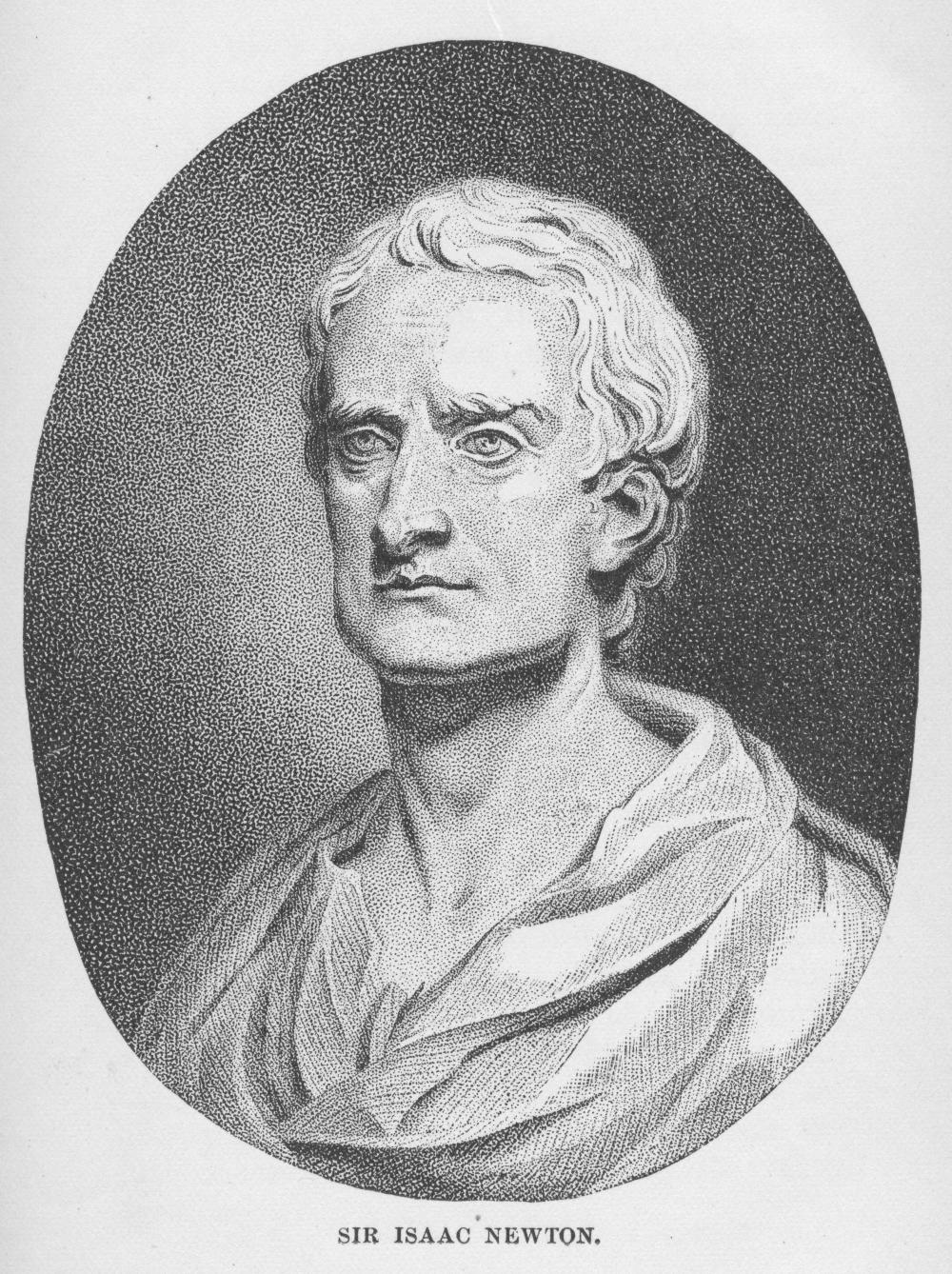
Isaac Newton

Isaac Newton afirmó que la luz estaba compuesta de numerosas partículas pequeñas. Esto podría explicar rasgos tales como la capacidad de la luz de viajar en línea recta y reflejarse en las superficies. Sabían que esta teoría tenía sus problemas: aunque explicara bien la reflexión, su explicación de la refracción y la difracción eran menos satisfactorias. Para explicar la refracción, la «Óptica» de Newton (1704) postuló un «medio etéreo» que transmite las vibraciones «más rápido» que la luz, por lo que la luz, cuando es alcanzada, es puesta en «Ataques de la reflexión sencilla y la fácil transmisión», que causaba la refracción y la difracción.

### Mejora de la máquina eléctrica
La máquina eléctrica fue posteriormente mejorada por Francis Hauksbee, Litzendorf, y por el Prof. Matthias Georg Bose, alrededor de 1750. Litzendorf sustituyó por una bola de cristal la bola de azufre de Otto von Guericke. Boze fue el primero en emplear el «primer conductor» en este tipo de máquinas, y que consistía en una varilla de hierro en la mano de una persona cuyo cuerpo fue aislado por pie sobre un trozo de resina. El Dr. Ingenhousz, en 1746, inventó máquinas eléctricas hechas de cristal.
Los experimentos con la máquina eléctrica, fueron ampliamente ayudados por el descubrimiento de la propiedad que posee una placa de vidrio, cuando se recubre por ambas caras con papel de aluminio, de acumular una carga de electricidad cuando se conecta con una fuente de fuerza electromotriz. La máquina eléctrica pronto mejorada por Andrew Gordon, un escocés, profesor de Erfurt, al sustituir un globo de vidrio por un cilindro de vidrio, y por Giessing de Leipzig, que agregó una «goma» consistente en un colchón de material de lana.
El colector, que consistía en una serie de puntas metálicos, fue añadido a la máquina por Benjamín Wilson alrededor de 1746, y en 1762, John Cantón de Inglaterra (también el inventor del primer electroscopio de bola de sauco) mejoró la eficacia de las máquinas eléctricas por rociando una amalgama de cinc sobre la superficie del caucho.

### Eléctricos y no eléctricos
En 1729, Stephen Gray realizó una serie de los experimentos que demostraron la diferencia entre conductores y no conductores (aisladores), al mostrar entre otras cosas que un conductor metálico e incluso un paquete de hilos conducían la electricidad conducida, mientras que la seda no lo hizo. En uno de sus experimentos envió una corriente eléctrica por 800 pies (unos 243 m) de hilo de cáñamo que fue suspendido a intervalos por lazos de hilo de seda. Cuando trató de repetir el mismo experimento sustituyendo la seda por hilos de cobre, encontró que la corriente eléctrica no era transportada de la cuerda de cáñamo, pero en cambio parecía desaparecer en el conductor de cobre. A partir de este experimento clasificó las sustancias en dos categorías: «no eléctricos» como cristal, resina y seda y «eléctricos» como el metal y el agua. Los «eléctricos» conducen las cargas mientras que los «no eléctricos» pierden la carga.

### Vítreo y resinoso
Intrigado por los resultados de Gray, en 1732, C.F. Du Fay comenzó a realizar varios experimentos. En su primer experimento, Du Fay llegó a la conclusión de que todos los objetos excepto los metales, los animales, y los líquidos pueden ser electrificados por frotamiento y que los metales, los animales y los líquidos pueden ser electrificados por medio de una máquina eléctrica, por lo tanto desacreditando con ello la clasificación de sustancias en «eléctricos» y «no eléctricos» de Gray.
En 1737, Du Fay y Hauksbee descubrieron de forma independiente que parecía haber dos clases de electricidad estática, generada a partir del frotamiento del vidrio, y el otro del frotamiento de la resina. De esto, Du Fay enunció la teoría de que la electricidad se compone de dos fluidos eléctricos, «vítrea» y «resinosa», que están separadas por la fricción y que se neutralizan entre sí cuando se combinan. Esta teoría de los dos fluidos más tarde daría lugar al concepto de cargas eléctricas «positivas» y «negativas» ideado por Benjamin Franklin.

### Botella de Leyden
La Botella de Leyden, un tipo de condensador para almacenar grandes cantidades de energía eléctrica, fue inventada en la Universidad de Leiden por Pieter van Musschenbroek en 1745. William Watson, al experimentar con la botella de Leyden, descubrió en 1747 que una descarga de electricidad estática es equivalente a un corriente eléctrica. La propiedad capacitiva, que ahora y desde hacía muchos años se habían acogido en el condensador eléctrico, fue observada por primera vez por Von Kleist de Leiden en 1754. Von Kleist pasó a celebrar, cerca de su máquina eléctrica, una pequeña botella, en el cuello de la cual había un clavo de hierro. Al tocar el clavo de hierro accidentalmente con la otra mano, recibió una severa descarga eléctrica. De forma similar, el profesor Pieter van Musschenbroek asistido por Cunaens recibió una descarga más severa de una botella de vidrio algo parecida. Sir William Watson de Inglaterra mejoró mucho este dispositivo, cubriendo la botella o jarra, exteriormente con papel de aluminio. Esta pieza de aparato eléctrico será fácilmente reconocida como la bien conocida botella de Leyden, llamado así por el abad Nollet de París, por el lugar de su descubrimiento.
En 1741, Ellicott, «propuso medir la fuerza de la electrificación por su poder para levantar un peso en un platillo de una balanza, mientras que el otro sostenía el cuerpo electrificado y tiraba de él mediante su poder de atracción». Sir William Watson, anteriormente mencionado, llevó a cabo numerosos experimentos, hacia 1749, para determinar la velocidad de la electricidad en un alambre, los cuales, aunque quizás de un modo no tan previsto, también demostraron la posibilidad de transmitir señales a distancia mediante la electricidad. En estos experimentos, se empleó un cable aislado de 12.276 pies (3741,72 m) de longitud y la transmisión de una señal de un extremo del cable al otro les pareció a los observadores instantánea. Monnicr, en Francia ya había realizado experimentos en cierto modo similares, enviando descargas a través de un alambre de hierro de 1.319 pies de largo.
Alrededor de 1750 se realizaron varias pruebas por diferentes experimentadores para averiguar los efectos fisiológicos y terapéuticos de electricidad. Mainbray (o Mowbray) en Edinburgo examinó los efectos de electricidad sobre las plantas y concluyó que el crecimiento de dos árboles de mirto fue acelerado por la electrificación. Estos mirtos fueron electrificados «durante el mes entero de octubre de 1746, y echaron ramas y flores más pronto que otros arbustos de la misma clase no electrificados.». El Abad Menon estudió los efectos de un uso continuado de electricidad sobre hombres y pájaros, encontró que los sujetos experimentaron una pérdida de peso, así al parecer mostrando que la electricidad aceleraba las excreciones. La eficacia de choques eléctricos en los casos de parálisis fue ensayada en el hospital del condado de Shrewsbury, Inglaterra, con un éxito bastante pobre. En un caso informó que un brazo paralizado mejoró algo, pero el temor a las descargas se hizo tan grande que el paciente prefirió renunciar a una posible cura antes que sufrir un tratamiento más. En otro caso de parálisis parcial el tratamiento eléctrico fue seguido de una parálisis temporal total. Una segunda aplicación de este tratamiento fue otra vez seguida de la parálisis total, con lo que el uso de electricidad en este caso fue detenido. Para las datos de más de los primeros usos de la electricidad como agente de recuperación el lector puede consultar 'Electricity' de De la Rive.

### Finales de 1700

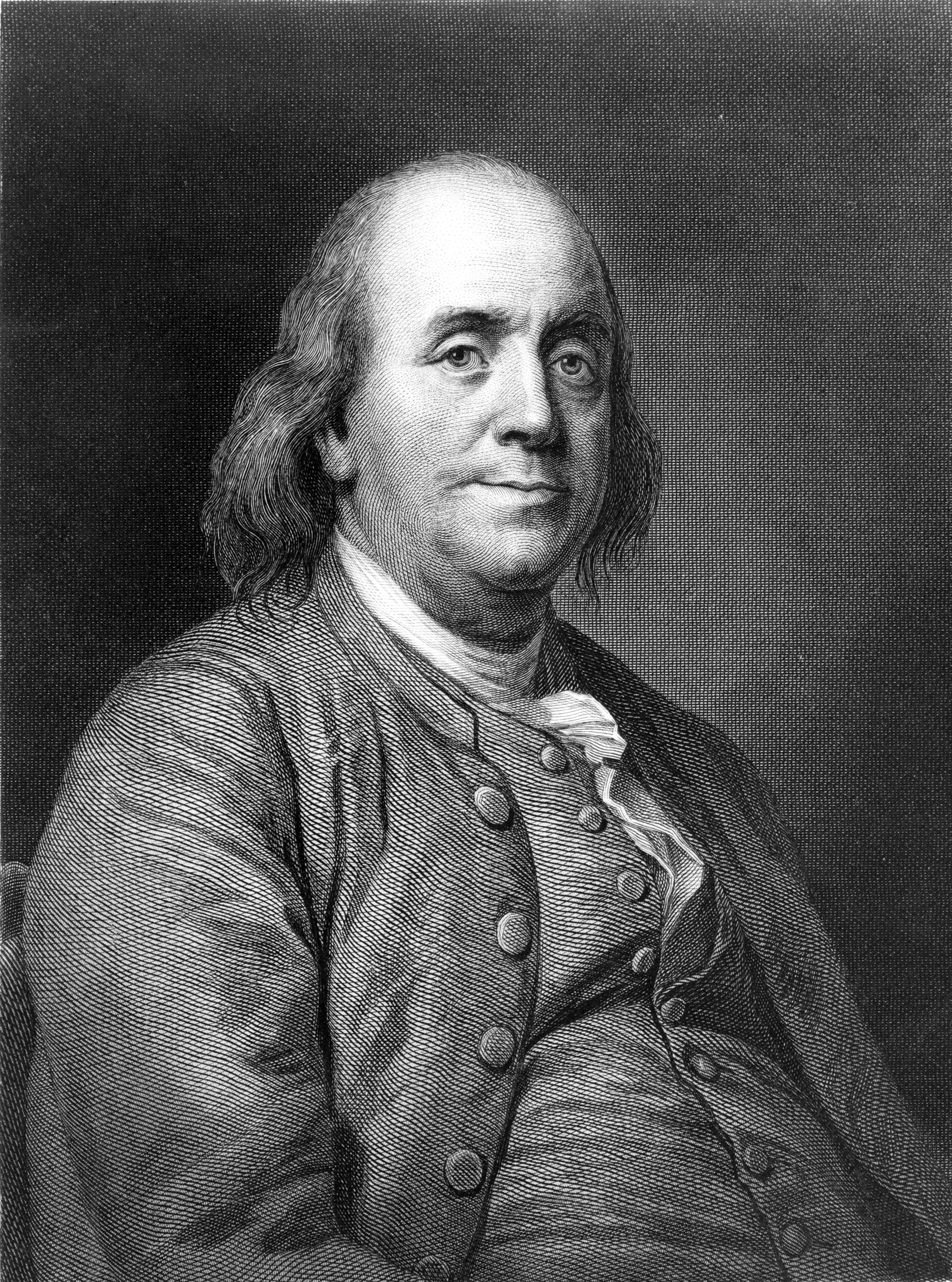
Benjamin Franklin

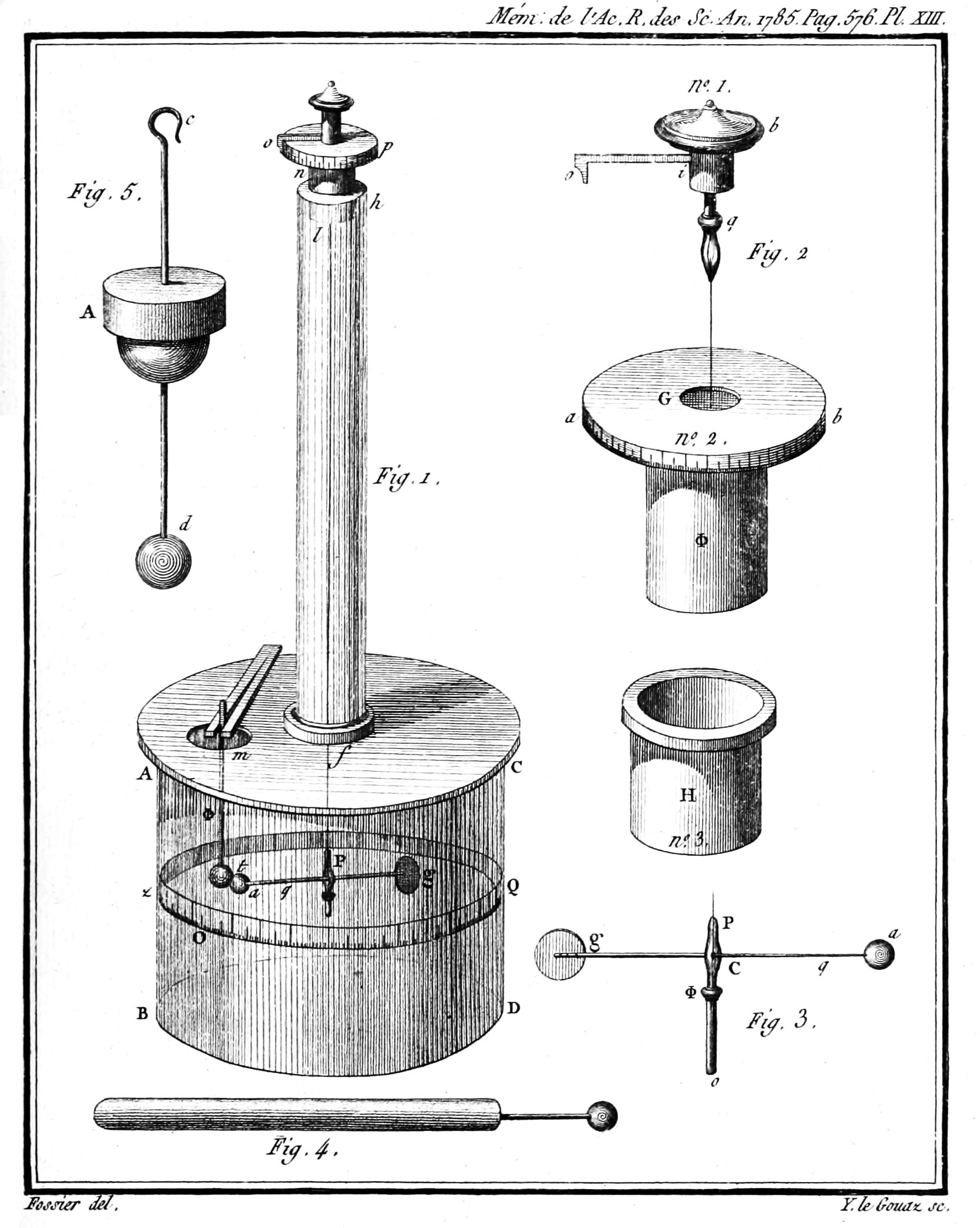
Esquema original de 1785 de la balanza de torsión de Coulomb

En 1752, Benjamin Franklin es frecuentemente confundido como el personaje clave que se encuentra detrás de la electricidad. William Watson y Benjamin Franklin comparten el descubrimiento de los potenciales eléctricos. Benjamin Franklin inició sus investigaciones y teorías de la electricidad a través del famoso, aunque extremadamente peligroso, experimento de volar una cometa a través de un cielo amenazado por tormenta. Una llave unida a la cuerda de la cometa provocó y cargó una botella de Leyden, estableciendo así el vínculo entre el rayo y la electricidad. Después de estos experimentos inventó un pararrayos. Es bien a Franklin (con más frecuencia) o a Ebenezer Kinnersley de Filadelfia (con menos frecuencia), a quienes se considera como el fundador de la convención de la electricidad positiva y negativa.
Las teorías sobre la naturaleza de la electricidad eran muy vagos en este período, y las que prevalecieron fueron más o menos conflictivas. Franklin considera que la electricidad era un fluido imponderable que lo impregna todo, y que, en su condición normal, se distribuye uniformemente en todas las sustancias. Supone que las manifestaciones eléctricas obtenidas por frotamiento del vidrio eran debidas a la producción de un exceso de fluido eléctrico en esa sustancia y que las manifestaciones producidas por frotamiento de la cera eran debidas a un déficit del fluido. Esta teoría se opone a la teoría de los «dos fluidos», debida a Robert Symmer, 1759. En la teoría de Symmer las electricidades vítrea y resinosa eran considerados como los fluidos imponderables, cada fluido estaba compuesto de partículas mutuamente repelentes, mientras que las partículas de electricidades opuestas son mutuamente atractivas. Cuando los dos fluidos se unen por razón de su atracción por el otro, se neutraliza su efecto sobre los objetos externos. El acto de frotar un cuerpo descompone uno de los fluidos que permanece en exceso en el cuerpo y se manifiesta como electricidad vítrea o resinosa.
Hasta el momento del histórico experimento de la cometa de Franklin la identidad de la electricidad obtenida por frotamiento y por las máquinas eléctricas (electricidad estática), con el rayo no se había establecido de una manera general. El Dr. Wall, Abbot Nollet, Hawkesbee, Gray y Winckler habían sugerido la semejanza entre los fenómenos de la «electricidad» y el «rayo», Gray dio a entender que solo difieren en grado. Fue, sin duda, Franklin, sin embargo, quien propuso por primera vez pruebas para determinar la identidad de los fenómenos. En una carta a Peter Comlinson, Londres, 19 de octubre de 1752. Franklin, refiriéndose a su experimento de la cometa, escribió: «Como esta llave el frasco (botella de Leyden) puede ser cargado, y del fuego eléctrico así obtenido los espíritus pueden ser encendidos, y todos los otros experimentos eléctricos que se forman generalmente se realizan con la ayuda de un globo o un tubo de cristal frotado, y con ello la identidad de la materia eléctrica con la de un rayos queda completamente demostrado». Dalibard, en Marly-la-Ville, cerca de París, unos meses antes, el 10 de mayo de 1752, mediante una barra de hierro vertical de unos 12 m de altura, había obtenido resultados que se corresponden con los registrados por Franklin y algunos anteriores a la fecha del experimento de Franklin. La importante demostración de Franklin, de la igualdad de electricidad por frotamiento y el rayo, sin duda, añade entusiasmo a los esfuerzos de los muchos experimentadores en este campo de la última mitad del siglo XVIII, para avanzar en «el progreso de la ciencia».
Las observaciones de Franklin, ayudaron más tarde a científicos, como Michael Faraday, Luigi Galvani, Alessandro Volta, André-Marie Ampère y Georg Simon Ohm, cuyos trabajos sirvieron de base para la tecnología eléctrica moderna. Los trabajos de Faraday, Volta, Ampere, Ohm es reconocido por la sociedad, en que las unidades fundamentales de medición eléctrica llevan sus nombres.
Otros también ayudaron a avanzar este campo del conocimiento, incluyendo investigadores como Watson, Boze Smeaton, Le Monnicr, De Romas, Jallabert, Beccaria, Cavallo, John Canton, Robert Symmer, Nollet, Winckler, Richman, el Dr. Wilson, Kinnersley, Priestley, Aepinus , Délavai, Cavendish, Coulomb, Volta y Galvani. Una descripción de muchos de los experimentos y descubrimientos de estos primeros investigadores en el campo de la ciencia de la electricidad y el arte se encuentra en las publicaciones científicas de la época, en especial en Philosophical Transactions, Philosophical Magazine, Cambridge Mathematical revista, Filosofía Natural de Young, Historia de la electricidad de Priestley, Experimentos y observaciones sobre la electricidad de Franklin, Tratado de electricidad de Cavalli, Tratado de electricidad de De la Rive.
Henry Elles fue uno de los primeros en sugerir vínculos entre la electricidad y el magnetismo. En 1757 afirmó que había escrito a la Royal Society en 1755 sobre las relaciones entre electricidad y magnetismo, afirmando que «hay algunas cosas en el poder de magnetismo muy similares a los de la electricidad», pero que «no por cualquier medio pienso que sean lo mismo». En 1760 afirmó igualmente que en 1750 había sido el primero «en pensar que el fuego eléctrico puede ser la causa del trueno».
Entre los más importantes experimentos eléctricos y las investigaciones durante este período destacan las de Francis Aepinus, un destacado erudito alemán (1724-1802) y Henry Cavendish de Londres, Inglaterra.
A Aepinus se concede el crédito de haber sido el primero en concebir el punto de vista de la relación recíproca entre la electricidad y el magnetismo. En su trabajo Tentamen Theoria Electricitatis et Magnetism!, publicado en San Petersburgo, en 1759. da la siguiente ampliación de la teoría de Franklin, que en algunas de sus características es medible en el acuerdo con los puntos de vista actuales: «Las partículas del fluido eléctrico repelen a las otras y atraen y son atraídos por las partículas de todos los cuerpos con una fuerza que disminuye a medida que aumenta la distancia; el fluido eléctrico existe en los poros de los cuerpos; se mueve sin obstáculos a través de 'no eléctricos' (conductores), pero se mueve con dificultad en los aisladores; las manifestaciones de la electricidad se deben a la desigual distribución del fluido en un cuerpo, o con el acercamiento de cuerpos desigualmente cargados del fluido.». Aepinus formuló la teoría correspondiente del magnetismo a excepción de que en el caso de los fenómenos magnéticos los fluidos solo actúan sobre las partículas de hierro. También hizo numerosos experimentos eléctricos, entre otros, los que aparentemente muestran que, a fin de manifestar los efectos eléctricos la turmalina necesita ser calentado a una temperatura entre los 37,5 ° С y 100 °C. De hecho, la turmalina permanece sin electrificar cuando su temperatura es uniforme, pero manifiesta propiedades eléctricas cuando su temperatura sube o baja. Los cristales que manifiestan las propiedades eléctricas de esta manera se denominan piro-eléctricos, entre los que, además de la turmalina, están el sulfato de quinina y el cuarzo.
Cavendish de forma independiente concibió una teoría de la electricidad muy similar a la de Aepinus. También (en 1784) fue quizás el primero en utilizar la chispa eléctrica para producir la explosión de hidrógeno y oxígeno en las proporciones adecuadas para producir agua pura. El mismo filósofo descubrió también la capacidad inductiva de los dieléctricos (aislantes) y ya en 1778 midió la capacidad inductiva específica de la cera de abejas y otras sustancias por comparación con un condensador de aire.
Hacia 1784, Coulomb, que da nombre a la unidad de cantidad eléctrica, ideó la balanza de torsión, por medio del cual descubrió lo que se conoce como la ley de Coulomb: «La fuerza ejercida entre dos pequeños cuerpos electrizados es inversamente proporcional al cuadrado de la distancia», no como asumía Aepinus en su teoría de la electricidad, solo inversamente proporcional a la distancia. Según la teoría propuesta por Cavendish «las partículas atraen y son atraídos inversamente con menor poder con el cubo de la distancia.».
Con el descubrimiento, por los experimentos de Watson y otros, de que la electricidad podría ser transmitida a distancia, la idea de hacer un uso práctico de este fenómeno comenzó, alrededor de 1753, para engrosar las mentes de personas «curiosas», y para ello se hicieron sugerencias con vistas al empleo de la electricidad en la transmisión de la inteligencia. El primero de los métodos desarrollados con este propósito fue, probablemente, que, debido a besage (1774). Este método consiste en el empleo de 24 conductores, aislados unos de otros y cada uno de ellos tenía una bolita conectada a su extremo final. Cada conductor representa una letra del alfabeto. Para enviar un mensaje, un conductor deseado fue cargado momentáneamente con electricidad de una máquina eléctrica, con lo cual la bola de médula conectada a ese alambre saldría volando; y de esta manera se transmitirían los mensajes. Otros métodos de telegrafiar en los que la electricidad de fricción fue empleada también fueron ensayados, algunos de los cuales se describen en el artículo sobre el telégrafo.
Hasta ahora, la única electricidad conocida era la que se obtenía por fricción o frotamiento, por lo cual se denomina electricidad estática. Llegamos ahora a la era de la electricidad galvánica o voltaica. Volta descubrió que las reacciones químicas pueden utilizarse para crear ánodos cargados positivamente, y cátodos cargados negativamente. Cuando un conductor se coloca entre estos, la diferencia en el potencial eléctrico (también conocido como voltaje) conduce una corriente eléctrica entre ellos a través del conductor. La diferencia de potencial entre dos puntos se mide en unidades de Voltios en reconocimiento del trabajo de Volta.
La primera mención de la electricidad voltaica, aunque no reconocida como tal en su momento, se hizo probablemente por Sulzer en 1767, quien colocó un pequeño disco de zinc, debajo de la lengua y un pequeño disco de cobre sobre ella, observando un peculiar sabor cuando los metales respectivos tocaban sus bordes. Sulzer supone que cuando los metales se unen entran en vibración, que actúa sobre los nervios de la lengua, produciendo los efectos señalados. En 1790 el profesor Galvani de Bolonia en una ocasión, mientras realizaba experimentos sobre la «electricidad animal», como él la llamaba, en la que había puesto su atención estudiando la contracción de las patas de una rana en la presencia de una máquina eléctrica, observó que los músculos de una rana suspendida en una balaustrada de hierro con un gancho de cobre que pasaba a través de su columna dorsal sufrió fuertes convulsiones sin ningún tipo de causa externa, la máquina eléctrica estaba en ese momento ausente.
Para explicar este fenómeno Galvani supuso que la electricidad de tipo opuesto existía en los nervios y los músculos de la rana, los músculos y los nervios que constituyen las capas cargadas de una botella de Leyden. Galvani publicó los resultados de sus descubrimientos, junto con su hipótesis, que llamó la atención de los físicos de su época, el más prominente de los cuales, Alejandro Volta, profesor de física en Pavía, afirmó que el resultado observado por Galvani se debió a que los dos metales, cobre y hierro, actúan como «motores eléctricos», y que los músculos de la rana juegan el papel de conductor, completando el circuito.

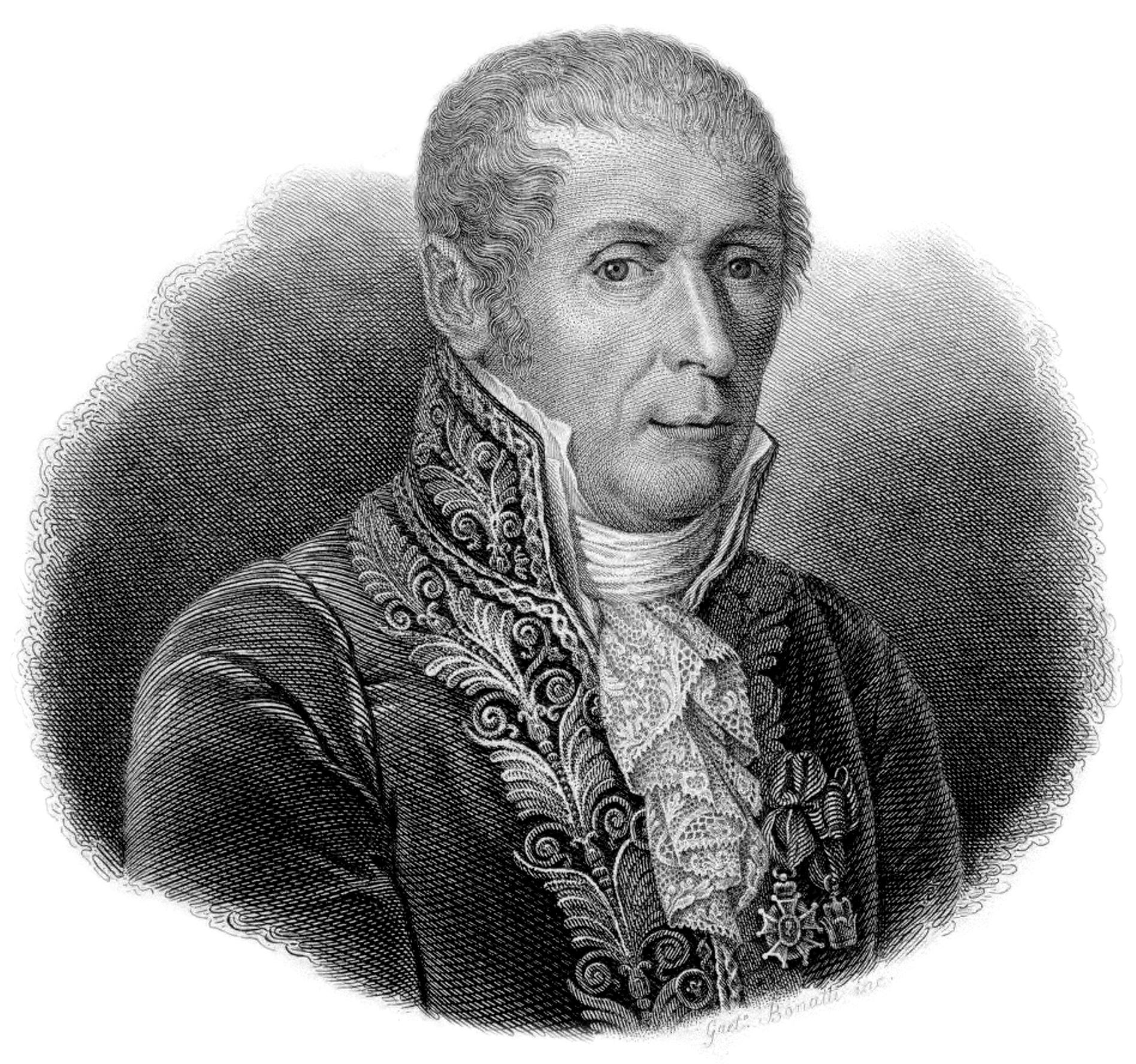
Alessandro Volta

Esto provocó una larga discusión entre los partidarios de las opiniones en conflicto: un grupo de seguidores estaba con Volta en que la corriente eléctrica fue el resultado de una fuerza electromotriz de contacto de los dos metales, el otro adoptó una modificación del punto de vista de Galvani y afirmaba que la corriente era debida a una afinidad química entre los metales y los ácidos presentes en la pila. Michael Faraday escribió en el prefacio de sus «Investigaciones experimentales», respecto de la cuestión de si el contacto metálico es o no productor de una parte de la electricidad de la pila voltaica: «No veo ninguna razón todavía para modificar la opinión que he dado; ... pero el punto es de importancia tan grande que me propongo en la primera oportunidad reiniciar la investigación, y, si puedo, dando pruebas hacia un lado o el otro, negar a todos».
Ni incluso el propio Faraday, sin embargo, pudo resolver la controversia, y mientras las opiniones de los partidarios de ambos lados de la cuestión han sido objeto de modificaciones, como exigían posteriores investigaciones y descubrimientos, hasta el día de hoy la diversidad de opiniones sobre estos puntos continúa. Volta hizo numerosos experimentos en apoyo de su teoría y finalmente, desarrolló la pila o batería, que fue la precursora de todas las baterías químicas posteriores, y posee el mérito distintivo de ser el primer medio por el que se puede obtener una prolongada corriente continua de electricidad. Volta comunicó una descripción de su pila a la Royal Society de Londres y poco después Nicholson y Cavendish (1780) produjeron la descomposición del agua por medio de la corriente eléctrica, usando la pila de Volta como la fuente de fuerza electromotriz.

## SigloXIX

### Principios de 1800

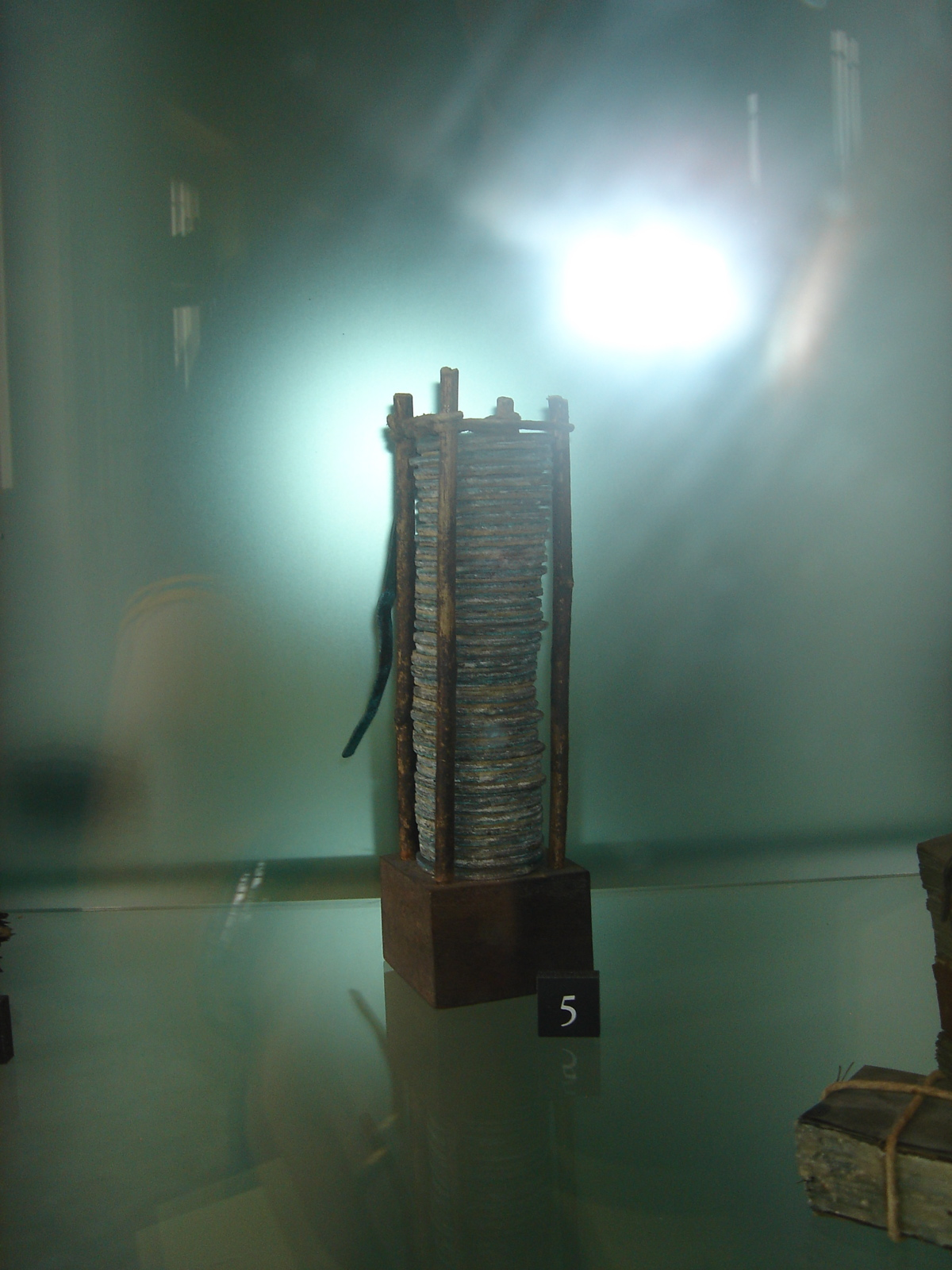
Pila de Volta en el Templo Voltiano de Como, Italia. Desarrollada hacia 1800, fue probablemente la primera batería de la historia moderna

En 1800, Alessandro Volta construyó el primer dispositivo para producir una corriente eléctrica grande, posteriormente conocido como la batería eléctrica. Napoleón, informado de sus trabajos, lo convocó en 1801 para una demostración de sus experimentos. Recibió numerosas medallas y condecoraciones, incluida la Legión de honor.
Davy en 1806, utilizando una pila voltaica de aproximadamente 250 células, o parejas, descompuso potasa y sosa, demostrando que estas sustancias eran, respectivamente, los óxidos de potasio y sodio, cuyos metales eran desconocidos hasta entonces. Estos experimentos fueron el comienzo de electroquímica, la investigación que adoptó Faraday y sobre la que en 1833 anunció su importante ley de los equivalentes electroquímicos, es decir.: «La misma cantidad de electricidad, es decir, la misma corriente eléctrica, descompone químicamente cantidades equivalentes de todos los cuerpos que atraviesa, de ahí los pesos de los elementos separados en estos electrolitos estén relacionados unos con otros como sus equivalentes químicos». Empleando de una batería de 2.000 elementos de una pila voltaica Humphry Davy en 1809 realizó la primera demostración pública de la electricidad arco eléctrico, utilizando con este propósito carbón encerrado al vacío.
Algo singular para notar, no fue sino hasta muchos años después del descubrimiento de la pila voltaica que quedó claramente reconocida y demostrada la identidad de la electricidad estática y de frotamiento con la electricidad voltaica. Así, tan pronto como en enero de 1833 nos encontramos a Faraday escribiendo en un documento sobre la electricidad del rayo: «Después de un examen de los experimentos de Walsh, Ingenhousz, Henry Cavendish, Sir Humphry Davy, y el Dr. Davy, no hay duda en mi mente sobre la identidad de la electricidad del rayo con la electricidad común (por frotamiento) y la voltaica, y supongo que tan poca permanecerá en la mente de otros como para justificar mi abstención de entrar en detalles en la prueba filosófica de esa identidad. Las dudas planteadas por Sir Humphry Davy han sido eliminadas por su hermano, el Dr. Davy, los resultados del último son a la inversa de los del primero. ... La conclusión general que se debe, creo yo, sacar de este conjunto de hechos (un cuadro que muestra la similitud de las propiedades y la diversidad de nombres de electricidad) es, que la electricidad, cualquiera que sea su origen, es idéntica en su naturaleza.».
Es correcto afirmar, sin embargo, que antes de la época de Faraday de la similitud de electricidad obtenida de distintas fuentes era más que sospechosa. Así, William Hyde Wollaston, escribió en 1801: «Esta similitud en la forma en que la electricidad y el galvanismo (electricidad voltaica) aparecen es excitante, además la semejanza que se ha trazado entre sus efectos muestra que ambos son esencialmente lo mismo y confirma la opinión que ya ha sido avanzada por otros, de que todas las diferencias que se descubren en los efectos de este último pueden deberse a que sea menos intenso, pero producida en mucha mayor cantidad».
En el mismo documento Wollaston describe algunas experiencias en las que utiliza un alambre muy fino en una solución de sulfato de cobre por la que pasaba la corriente eléctrica de una máquina eléctrica. Esto es interesante en relación con el uso posterior de alambres finos, dispuestos de manera similar en los receptores electrolíticos en la telegrafía sin hilos o la radio.

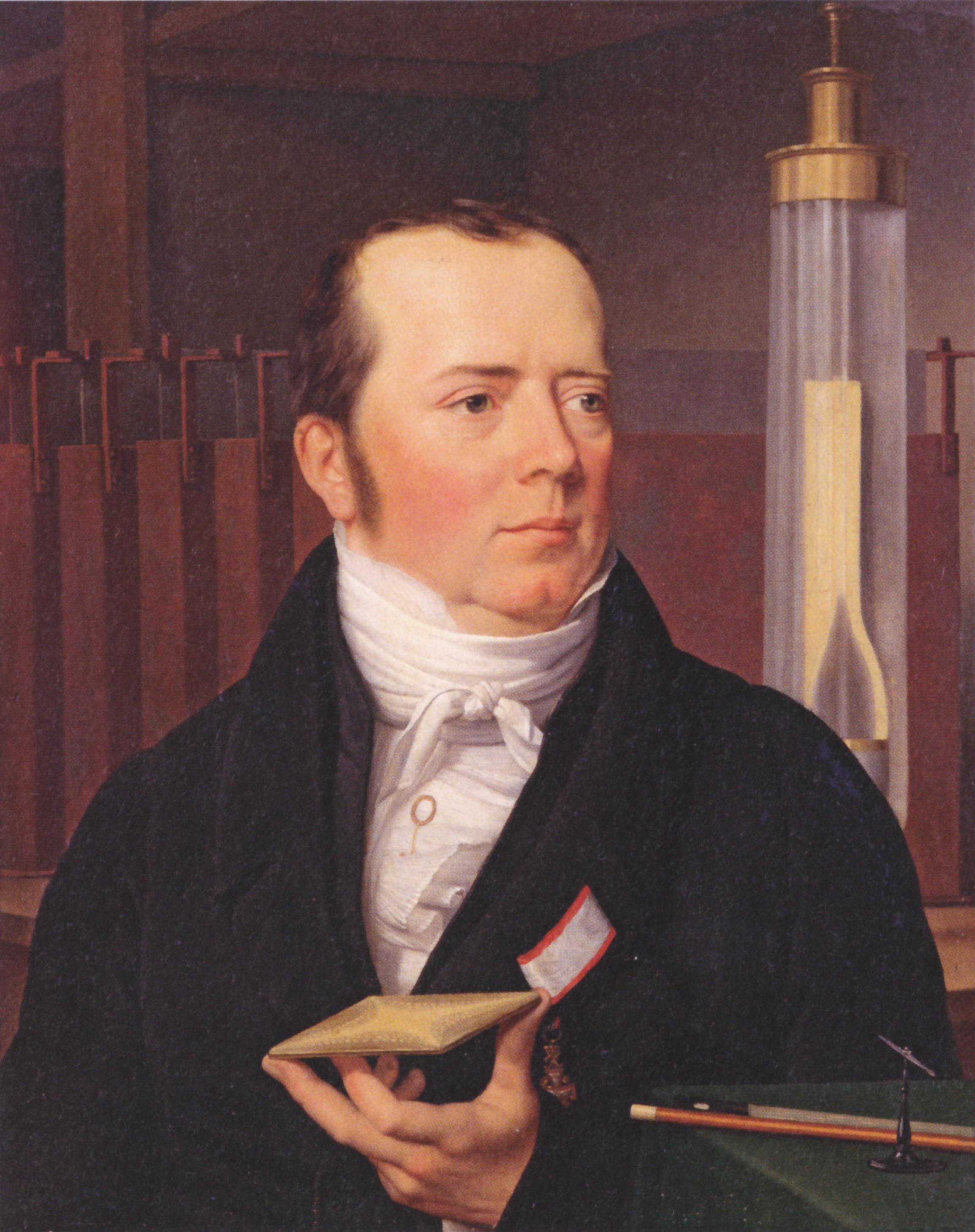
Hans Christian Ørsted

En la primera mitad del siglo XIX se hicieron muchas contribuciones muy importantes para el conocimiento mundial sobre la electricidad y el magnetismo. Por ejemplo, en 1819 Hans Christian Oersted de Copenhague, descubrió el efecto de la corriente eléctrica que circula por un alambre de desviar una aguja magnética suspendida en su proximidad.
Este descubrimiento dio una pista de la íntima relación entre la electricidad y el magnetismo que fue rápidamente seguida por Ampère, que poco tiempo después (1821) anunció su célebre teoría de la electrodinámica, en relación con la fuerza que una corriente ejerce sobre otra, debido a sus efectos electro-magnéticos, a saber:
1. Dos porciones paralelas de un circuito se atraen si las corrientes en ellos están circulando en la misma dirección, y se repelen entre sí, si las corrientes circulan en dirección opuesta.
2. Dos porciones de circuitos que se cruzan oblicuamente se atraen entre sí, si ambas corrientes circulan hacia o desde el punto de cruce, y se repelen entre sí si una circula hacia y la otra desde ese punto.
3. Cuando un elemento de un circuito ejerce una fuerza sobre otro elemento de un circuito, esa fuerza siempre tiende a desplazar a la este último en una dirección perpendicular a su propia dirección.

El profesor Seebeck, de Berlín, en 1821 descubrió que cuando se aplica calor a la unión de dos metales que habían sido soldadas juntos se establece una corriente eléctrica. Esto se denomina Termo-Electricidad. El dispositivo de Seebeck consiste en una tira de cobre doblado en cada extremo y soldado a una placa de bismuto. Una aguja magnética se coloca paralela a la lámina de cobre. Cuando se aplica el calor de una lámpara a la unión del cobre y bismuto se establece una corriente eléctrica que desvía la aguja.
Jean Peltier en 1834 descubrió el efecto contrario al anterior, es decir, que cuando una corriente pasa a través de un par de metales distintos, la temperatura aumentará o disminuirá en la unión de los metales, dependiendo de la dirección de la corriente. Esto se denomina efecto Peltier. Las variaciones de temperatura resultaron ser proporcionales a la intensidad de corriente y no al cuadrado de la intensidad de corriente como ocurre en el caso de calor debido a la resistencia ordinaria de un conductor. Esta última es la ley de Joule, descubierta experimentalmente en 1841 por el físico Inglés, James Prescott Joule. En otras palabras, esta ley importante establece que el calor generado en cualquier parte de un circuito eléctrico es directamente proporcional al producto de la resistencia de esta parte del circuito y al cuadrado de la fuerza de la corriente que fluye en el circuito.
En 1822 Sweiprger ideó el primer galvanómetro. Este instrumento fue posteriormente muy mejorado por Wilhelm Eduard Weber (1833). En 1825, William Sturgeon de Woolwich, Inglaterra, inventó el electroimán de herradura y barra recta, recibiendo por ello la medalla de plata de la Sociedad de las Artes. En el año 1837 Gauss y Weber (ambos destacados investigadores de este período), inventaron conjuntamente un galvanómetro reflectante con fines de telégrafo. Este fue el precursor del galvanómetro reflectante de Thomson y otros galvanómetros excesivamente sensibles, utilizados incluso en señalización submarina y aún ampliamente utilizados en las mediciones eléctricas. Arago en 1824 hizo el importante descubrimiento de que cuando un disco de cobre gira en su propio plano, y si una aguja magnética está libremente suspendida en un eje sobre el disco, la aguja gira con el disco. Por otro lado, si la aguja está fija tenderá a retardar el movimiento del disco. Este efecto se denomina las rotaciones de Arago.
Fútiles intentos fueron hechos por Babbage, Barlow, Herschel y otros, para explicar este fenómeno. La verdadera explicación estaba reservada a Faraday, es decir, que las corrientes eléctricas son inducidas en el disco de cobre al cortar las líneas de fuerza magnética de la aguja, cuyas corrientes a su vez reaccionan en la aguja. En 1827, Georg Simon Ohm anunció la famosa ley que lleva su nombre, que dice:

### Faraday y Henry

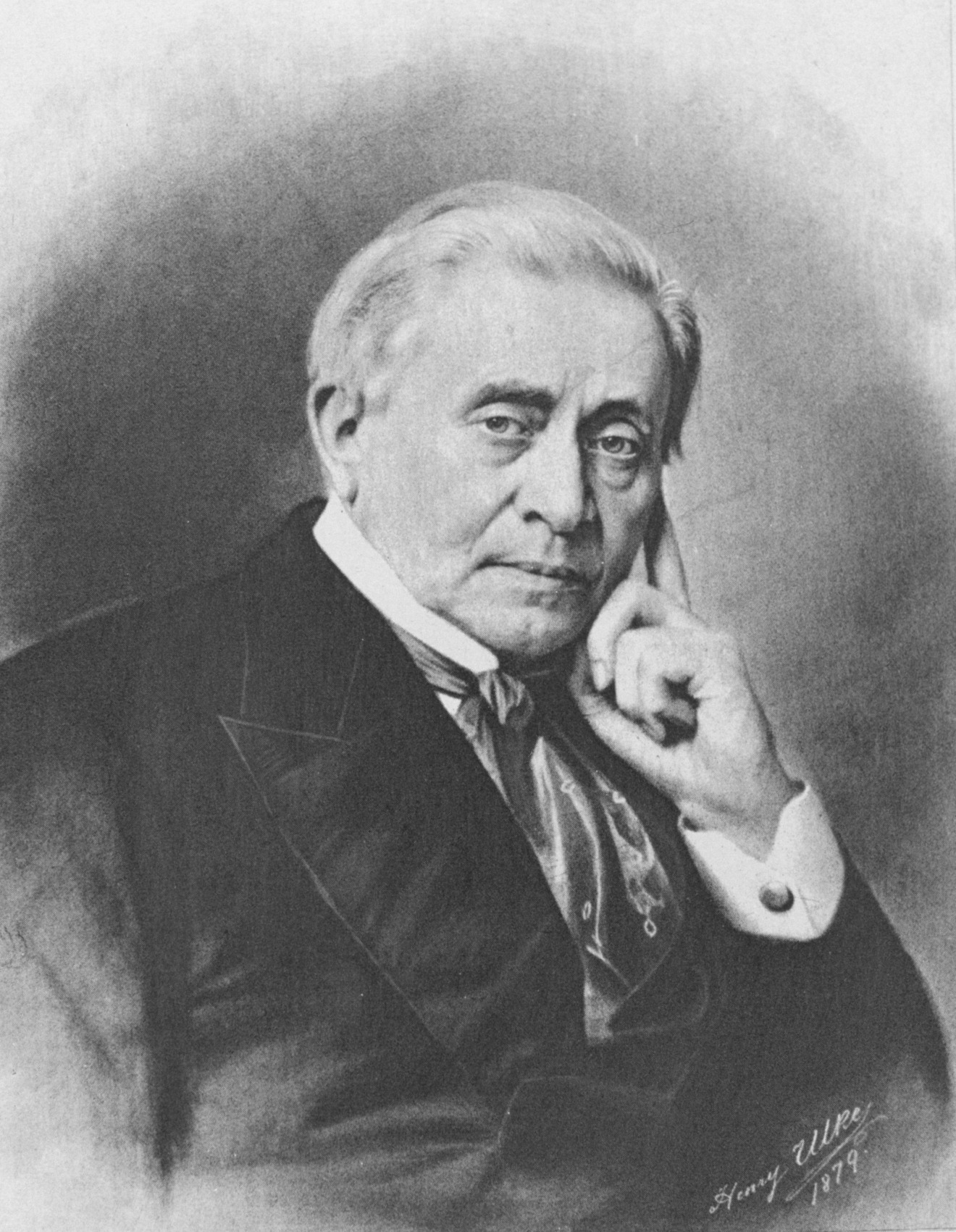
Joseph Henry

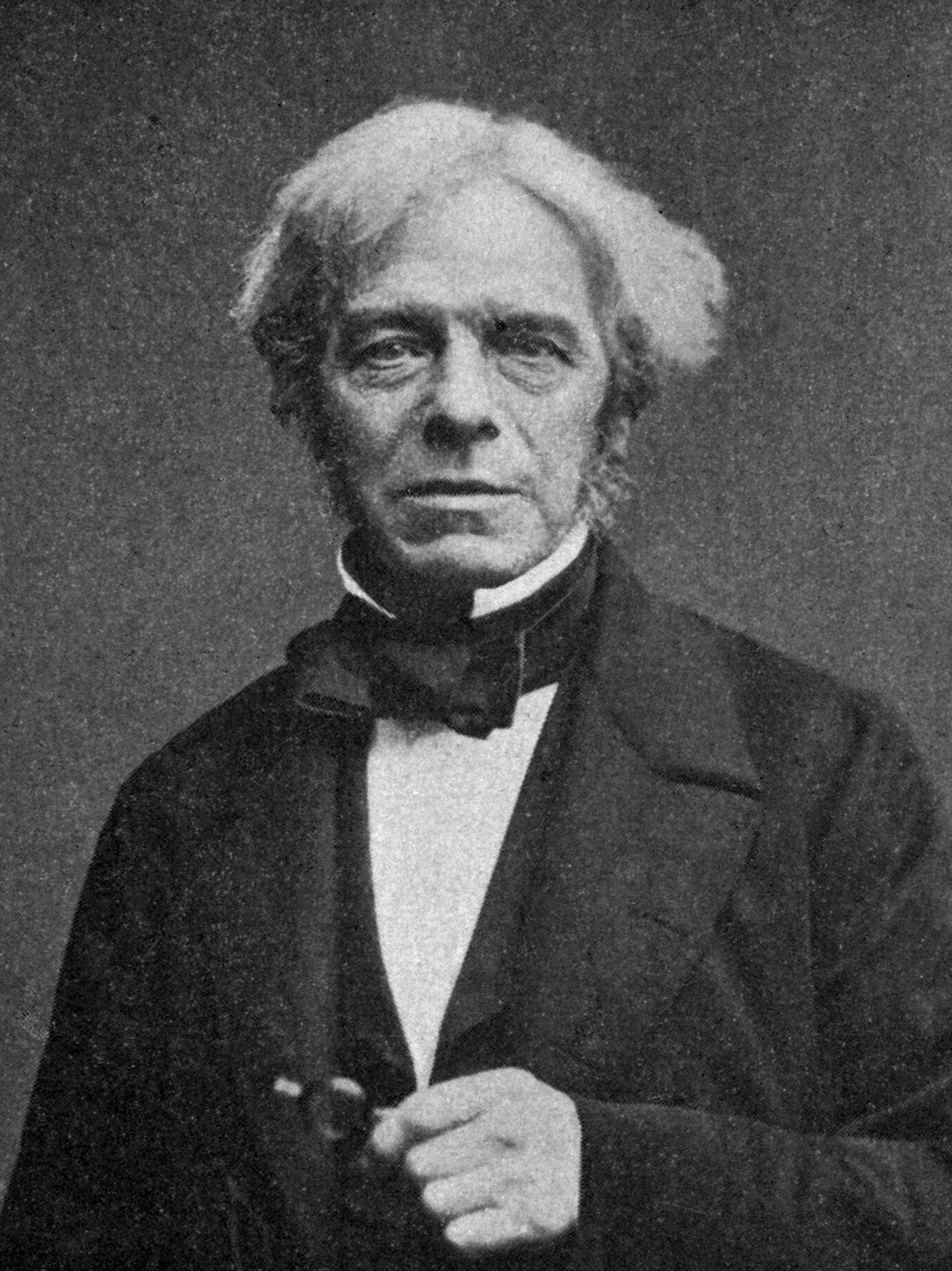
Michael Faraday

El descubrimiento de la inducción electromagnética se hizo casi simultáneamente, aunque de forma independiente, por Michael Faraday y Joseph Henry. Mientras que los primeros resultados de Faraday precedieron a los de Henry, Henry fue el primero en el uso del principio del transformador. El descubrimiento de Henry de la autoinducción y su trabajo en conductores de espiral utilizando una bobina de cobre se hicieron públicos en 1835, justo antes de las de Faraday.
En 1831 comenzaron las investigaciones de Michael Faraday, el famoso discípulo y sucesor de Humphry Davy a la cabeza de la Royal Institution, de Londres, con relación a la inducción electromagnética. Los estudios e investigaciones de Faraday se extendieron desde 1831 hasta 1855 y una descripción detallada de sus experimentos, deducciones y especulaciones se encuentran en su publicación, titulada 'Investigaciones Experimentales en Electricidad'. Faraday era químico de profesión. No estaba en posesión de más remoto título en matemáticas en el sentido ordinario - de hecho, hay una búsqueda de si en todos sus escritos hay una sola fórmula matemática.
El experimento de Faraday que condujo al descubrimiento de la inducción electromagnética se realizó como sigue: Se construyó lo que es ahora y entonces se denominó una bobina de inducción, cuyos conductores del primario y secundario se enrollaron en una bobina de madera, uno al lado del otro y aislados entre ellos. En el circuito del cable primario se colocó una batería de aproximadamente 100 celdas. En el cable del secundario se insertó un galvanómetro. Al hacer su primera prueba no observó ningún resultado, el galvanómetro permanecía en reposo, pero al aumentar la longitud de los conductores se dio cuenta de una desviación del galvanómetro en el conductor secundario cuando el circuito del conductor primario se abría y cerraba. Esta fue la primera observación del desarrollo de la fuerza electromotriz por inducción electromagnética.
También descubrió que aparecían corrientes inducidas en un segundo circuito cerrado cuando la intensidad de corriente variaba fuertemente en el primer conductor, y que la dirección de la corriente en el circuito secundario es opuesta a la del primer circuito. También que una se induce una corriente inducida en un circuito secundario cuando otro circuito por el que circula una corriente se mueve hacia y desde el primer circuito, y que la aproximación o el alejamiento de un imán o de un circuito cerrado induce corrientes momentáneas en el segundo. En suma, en el espacio de unos pocos meses Faraday descubrió experimentalmente prácticamente todas las leyes y hechos actualmente conocidos sobre la inducción electromagnética y la inducción magnetoeléctrica. A estos descubrimientos, con casi ninguna excepción, depende el funcionamiento del teléfono, la dinamo, y relacionados con la dinamo, prácticamente todas las industrias eléctricas gigantescas del mundo, incluyendo la luz eléctrica, la tracción eléctrica, el funcionamiento de los motores eléctricos para producir potencia, y la galvanoplastia, la electrólisis, etc.
En sus investigaciones de la manera peculiar en que las limaduras de hierro se disponen sobre un cartón o vidrio en las proximidades de los polos de un imán, Faraday, concibió la idea de «líneas de fuerza» magnéticas que se extienden de polo a polo del imán y a lo largo de las cuales las limaduras tienden a situarse. En el descubrimiento realizado de que los efectos magnéticos acompañan el paso de una corriente eléctrica en un conductor, también se supone que similares líneas de fuerza magnética giran alrededor del alambre. Por comodidad y para dar cuenta de la electricidad inducida se asumió cuando que estas líneas de fuerza son «cortadas» por un conductor que pasa a través de ellas o cuando las líneas de fuerza en la apertura y el cierre de un circuito cortan el conductor, se desarrolla una corriente eléctrica, o para ser más exactos, se desarrolla una fuerza electromotriz en el conductor que establece una corriente en un circuito cerrado. Faraday avanzó lo que se ha denominado 'teoría molecular de la electricidad', que supone que la electricidad es la manifestación de un estado particular de las moléculas del cuerpo frotado o del éter que rodea el cuerpo. Faraday también, experimentalmente, descubrió el paramagnetismo y el diamagnetismo, a saber, que todos los sólidos y los líquidos son atraídos o repelidos por un imán. Por ejemplo, el hierro, níquel, cobalto, manganeso, cromo, etc, son paramagnéticos (son atraídos mediante magnetismo), mientras que otras sustancias, tales como el bismuto, fósforo, antimonio, zinc, etc, son repelidos por el magnetismo o son diamagnéticos
Brugans de Leiden en 1778 y Le Baillif y Becquerel en 1827 habían descubierto diamagnetismo en el caso de bismuto y antimonio. Faraday también redescubrió la capacidad inductiva específica en 1837, los resultados de los experimentos de Cavendish no habían sido publicados en esa época. También predijo el retraso de las señales en los largos cables submarinos debido al efecto inductivo del aislamiento del cable, en otras palabras, la capacidad estática del cable.
Los 25 años inmediatamente después del descubrimiento de Faraday de la inducción eléctrica fueron muy fructíferas en la promulgación de leyes y hechos relativos a las corrientes inducidas y el magnetismo. En 1834, Lenz y Jacobi independientemente demostraron el hecho actualmente familiar de que la corriente inducida en una bobina es proporcional al número de vueltas en la bobina. Lenz también anunció en ese momento la ley importante que lleva su nombre, de que en todos los casos de inducción electromagnética, las corrientes inducidas tienen una dirección tal que su reacción tiende a detener el movimiento que lo produce, ellos, una ley que tal vez era deducible de la explicación de Faraday de las rotaciones de Arago.
En 1845, Joseph Henry, el físico estadounidense, publicó un relato de sus valiosas e interesantes experiencias, que muestra que las corrientes de orden superior pueden ser inducidas a partir del secundario de una bobina de inducción al primario de una segunda bobina, de allí a su conductor secundario, y así sucesivamente hasta el primario de una tercera bobina, etc.

### Mitad de 1800
La teoría electromagnética de la luz añade a la vieja teoría ondulatoria un enorme interés e importancia: nos exige no solo una explicación de todos los fenómenos de la luz y del calor radiante mediante ondas transversales de un medio elástico sólido llamado éter, sino también la inclusión de las corrientes eléctricas, del magnetismo permanente del acero y del imán, de la fuerza magnética y de la fuerza electrostática, en una amplia teoría del éter.
Hasta mediados del siglo XIX, de hecho hasta cerca de 1870, la ciencia eléctrica fue, se puede decir, un libro cerrado para la mayoría de los investigadores eléctricos. Antes de esta época una serie de manuales se publicaron sobre la electricidad y el magnetismo, en particular, el exhaustivo Tratado de electricidad de Auguste Arthur de la Rive, 1851 y 1835 (en francés); Einleitung in die Electrostatik de Beer, Galvanismus de Wiedemann y Reibungsal-elektricitat de Réis. Sin embargo, estas obras consistieron básicamente en detallar los experimentos con la electricidad y el magnetismo, y muy poco con las leyes y los hechos de esos fenómenos. Abria publicó los resultados de algunas investigaciones en las leyes de las corrientes inducidas, pero debido a la complejidad de la investigación, no se produjeron resultados notables. A mediados de 1800 se publicaron los trabajos «Electricidad y Magnetismo» de Fleeming Jenkin y el «Tratado en Electricidad y Magnetismo» de Clerk Maxwell.
Estos libros fueron las salidas de los caminos trillados. Como afirma Jenkin, en el prefacio de su obra, la ciencia de las escuelas era tan diferente de la del electricista práctico que resultaba imposible dar a los estudiantes suficiente, ni siquiera aproximadamente suficientes libros de texto. Un estudiante dijo podría haber dominado el tratado grande y valioso de De la Rive y, sin embargo sentirse como si estuviese en un país desconocido y escuchara una lengua desconocida en compañía de los hombres prácticos. Otro escritor ha dicho, con la llegada de los libros de Jenkin y Maxwell se retiraron todos los obstáculos en el camino de los estudiantes de electricidad, el «pleno sentido de la ley de Ohm" queda claro, la fuerza electromotriz, la diferencia de potencial, la resistencia, la intensidad de corriente, la capacidad, las líneas de la fuerza, la magnetización y la afinidad química eran mensurables, y podría razonarse acerca de ellas, y con ellas pueden hacerse cálculos con tanta certeza como en los cálculos en dinámica».
Hacia 1850 Gustav Kirchhoff publicó sus leyes relativas a las ramas o circuitos divididos. También demostró matemáticamente que, según la teoría electrodinámica vigente en ese momento, la electricidad se propaga a lo largo de un cable perfectamente conductor con la velocidad de la luz. Helmholtz investigó matemáticamente los efectos de la inducción sobre la fuerza de una corriente y de ahí dedujo ecuaciones, que los experimentos confirmaron, que demuestran entre otros puntos importantes el efecto retardador de la autoinducción en determinadas condiciones del circuito.

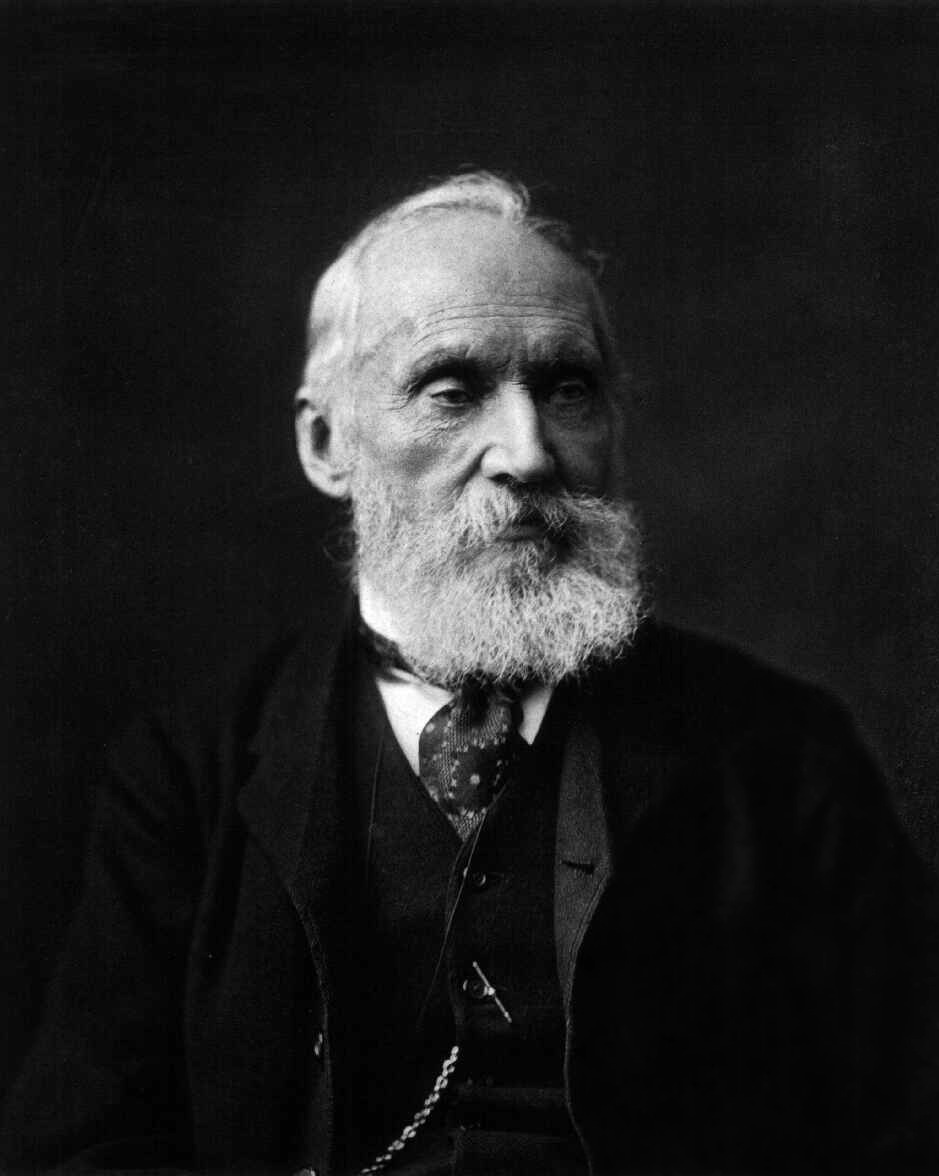
Sir William Thomson

En 1853 Sir William Thomson (más tarde Lord Kelvin) predice como resultado de cálculos matemáticos la naturaleza oscilatoria de la descarga eléctrica de un circuito condensador. A Henry, sin embargo, pertenece el mérito de demostrar, como resultado de sus experimentos en 1842, el carácter oscilatorio de la descarga de la botella de Leyden. Escribió: Los fenómenos nos obligan a admitir la existencia de una descarga principal en una dirección, y después varias acciones reflejas hacia atrás y adelante, cada una más débil que la anterior, hasta que se obtiene el equilibrio. Estas oscilaciones fueron observadas posteriormente por Fcddersen (1857), que proyectó una imagen de la chispa eléctrica sobre una placa sensible utilizando un espejo cóncavo rotatorio, y así obtener una fotografía de la chispa que claramente muestra el carácter alternante de la descarga. Sir William Thomson fue también el descubridor de la convección eléctrica del calor (el efecto «Thomson»). Él diseñó sus electrómetros cuadrante y absoluto para medidas eléctricas de precisión. También se debe a él el galvanómetro de reflexión y el sifón registrador, aplicado a los cables submarinos de señalización.
Hacia 1876 el Prof. H.A. Rowland de Baltimore demostró el importante hecho de que una carga estática que gira produce los mismos efectos magnéticos que una corriente eléctrica. La importancia de este descubrimiento consiste en que puede ofrecer una teoría razonable del magnetismo, es decir, que el magnetismo puede ser el resultado del movimiento de filas de moléculas que transportan cargas estáticas.
Después del descubrimiento de Faraday de que las corrientes eléctricas podrían desarrollarse en un conductor, al cortar el conductor las líneas de fuerza de un imán, era de esperar que se emprendiera la construcción de máquinas que aprovecharan este hecho para el desarrollo de corrientes voltaicas. La primera máquina de este tipo se debe a Pixii, 1832. Se componía de dos bobinas de alambre de hierro, frente al que se hicieron girar los polos de un imán de herradura. Esto produjo en la bobina del conductor una corriente alterna, Pixii desarrolló un dispositivo de conmutación (conmutador), que convertía la corriente alterna de las bobinas o de la armadura en una corriente en el circuito externo. Esta máquina fue seguida de formas mejoradas de las máquinas magneto-eléctrico debidas a Ritchie, Saxton, Clarke, Stohrer 1843, Nollet 1849, Shepperd 1856, Van Maldern, Siemens, Wilde y otros.
Un avance notable en el arte de la construcción de dinamos fue hecha por el Sr. S.A. Varley en 1866 y por el Dr. Charles William Siemens y el Sr. Charles Wheatstone que de forma independiente descubrieron que cuando una bobina de un conductor, o una armadura, de la máquina dinamo se hace girar entre los polos (o en el «campo») de un electroimán, aparece una débil corriente en la bobina debido al magnetismo residual en el hierro del electroimán, y que si el circuito de la armadura se conecta con el circuito del electroimán, la débil corriente desarrollada en la armadura aumenta el magnetismo en el campo. Esto aumenta aún más las líneas de fuerza magnética en las que gira la armadura, lo que aumenta aún más la corriente en el electroimán, produciendo así el correspondiente aumento en el magnetismo de campo, y así sucesivamente, hasta que se alcanza la máxima fuerza electromotriz que la máquina es capaz de desarrollar. Por medio de este principio, la máquina dinamo desarrolla su propio campo magnético, pudiendo así aumentar mucho su eficiencia y funcionamiento económico. Sin embargo, la máquina eléctrica dinamo no fue perfeccionada en la época mencionada.
En 1860, fue realizada una mejora importante por el Dr. Antonio Pacinotti de Pisa, quien ideó la primera máquina eléctrica con una armadura de anillo. Esta máquina fue utilizada por primera vez como un motor eléctrico, pero después, como un generador de electricidad. El descubrimiento del principio de reversibilidad de la dinamo eléctrica (atribuida a Walenn 1860; Pacinotti 1864; Fontaine, Gramme 1873; Deprez 1881, y otros), con lo que podía ser utilizada como un motor eléctrico o como un generador de electricidad, ha sido tenido por uno de los mayores descubrimientos del siglo XIX.
En 1872, Heffner -Altneck idearon el tambor de la armadura. Esta máquina en una forma modificada posteriormente fue conocida como la dinamo Siemens. Estas máquinas fueron seguidas por las actuales de Schuckert, Gulcher, Fein, Brush, Hochhausen, Edison y las máquinas dinamo de muchos otros inventores. En los primeros días de la construcción de las máquinas dinamo, las máquinas eran principalmente utilizadas como generadores de corriente, y tal vez la aplicación más importante de estas máquinas en ese momento era en galvanoplastia, para lo que se emplearon máquinas de baja tensión y alta intensidad de corriente.
Desde que empezaron a funcionar alrededor de 1.887 los generadores de corriente alterna tuvieron una extensa utilización y un amplio desarrollo comercial del transformador, mediante el cual las corrientes de bajo voltaje y alta intensidad de la corriente se transformaban en corrientes de alta tensión y baja intensidad de corriente, y viceversa, lo que en su tiempo revolucionó la transmisión de energía eléctrica a largas distancias. Asimismo, la introducción del convertidor rotatorio que convierte la corriente alterna en corrientes continuas (y viceversa) ha efectuado grandes economías en el funcionamiento de los sistemas eléctricos.
Antes de la introducción de las máquinas dinamo, voltaica, o primaria, las baterías fueron ampliamente utilizadas para galvanoplastia y en la telegrafía. Hay dos tipos distintos de celdas voltaicas, la de tipo «abierta» y la «cerrada» o «constante». Brevemente, la de tipo abierto es aquella que al operar en circuito cerrado, después de un corto período, se polariza, es decir, los gases son liberados en la celda en la que se deposita la placa negativa y establece una resistencia que reduce la intensidad de la corriente. Después de un breve intervalo con el circuito abierto estos gases son eliminados o absorbidos y la pila está de nuevo lista para funcionar. Las pilas de circuito cerrado son aquellas en las que los gases en las celdas son absorbidos tan rápidamente como son liberados y por lo tanto, la salida de la pila es prácticamente uniforme. La pila Leclanché y la pila Daniell, son ejemplos familiares de pilas voltaicas de tipo «abierta» y «cerrada». Las pilas «abiertas» células se utilizan muy ampliamente en la actualidad, especialmente en forma de pila seca, y, en el anunciador y otros sistemas de señales de circuito abierto. Las baterías de tipo Daniell o «gravedad», se emplearon de forma casi generalizada en los Estados Unidos y Canadá como fuente de fuerza electromotriz en la telegrafía antes de que la dinamo estuviera disponible, y siguen siendo ampliamente utilizados para este servicio, o como pilas «locales». Las baterías del tipo de «gravedad» y el de Edison-Lalande siguen siendo muy utilizados en sistemas de «circuito cerrado».
En el siglo XIX, el término éter luminífero, lo que significa portador de luz, fue el término utilizado para describir un medio para la propagación de la luz. La palabra «éter» deriva vía latín del griego αιθήρ, a partir de una raíz que significa encender, grabar, o hacer sol. Significa la sustancia que se pensaba en la antigüedad que cubría las regiones superiores del espacio, más allá de las nubes.

### Maxwell, Hertz y Tesla

James Clerk Maxwell

En 1864, James Clerk Maxwell de Edimburgo, anunció su teoría electromagnética de la luz, que fue quizás el paso más grande en el conocimiento del mundo de la electricidad. Maxwell había estudiado y comentado en el ámbito de la electricidad y el magnetismo tan pronto como 1855-56, cuando fue leída 'On Faraday's lines of force', en la Cambridge Philosophical Society. El documento presenta un modelo simplificado de trabajo de Faraday, y cómo estaban relacionados los dos fenómenos. Redujo todo el conocimiento actual en un conjunto enlazado de ecuaciones diferenciales con 20 ecuaciones con 20 variables. Este trabajo fue publicado posteriormente como On Physical Lines of Force en marzo de 1861.
Alrededor de 1862, mientras ejercía docencia en el King's College, Maxwell calculó que la velocidad de propagación de un campo electromagnético es aproximadamente la de la velocidad de la luz. Consideró que se trataba más que solo una coincidencia, y comentó: «Difícilmente podemos evitar la conclusión de que la luz consiste en ondulaciones transversales del mismo medio que es la causa de los fenómenos eléctricos y magnéticos.»
Trabajando sobre el problema, Maxwell mostró que las ecuaciones predicen la existencia de ondas de campos eléctricos y magnéticos oscilantes que viajan a través del espacio vacío a una velocidad que se podría predecir de sencillos experimentos eléctricos. Utilizando los datos disponibles en su época, Maxwell obtuvo una velocidad de 310.740.000 m/s. En su artículo de 1864 «Una Teoría Dinámica del Campo Electromagnético», Maxwell escribió «El acuerdo de los resultados parece demostrar que la luz y el magnetismo son aspectos de una misma sustancia, y que la luz es una perturbación electromagnética, propagada a través del campo de acuerdo con las leyes electromagnéticas».
Como ya se dijo aquí Faraday, y antes de él, Ampere y otros, había atisbos de que el éter lumínico del espacio es también el medio para la acción eléctrica. Era conocido por el cálculo y la experiencia que la velocidad de la electricidad era de aproximadamente 300.000 kilómetros por segundo, es decir, igual a la velocidad de la luz, lo que en sí mismo sugiere la idea de una relación entre la electricidad y la «luz».
Algunos de los primeros filósofos o matemáticos, como Maxwell, del siglo XIX, mantenían la opinión de que los fenómenos electromagnéticos se podían explicar por la acción a distancia. Maxwell, siguiendo a Faraday, sostuvo que la base de los fenómenos se encontraba en el medio. Los métodos de los matemáticos para llegar a sus resultados fueron sintéticos mientras que los métodos de Faraday fueron analíticos. Faraday en su mente, vio líneas de fuerza que atraviesan todo el espacio donde los matemáticos vieron centros de fuerza de atracción a distancia. Faraday buscó la base de los fenómenos en acciones reales que viajan por el medio; mientras los os se contentaron con haber encontrado una fuerza de acción a distancia en los fluidos eléctricos.
Ambos métodos, como señaló Maxwell, habían logrado explicar la propagación de la luz como un fenómeno electromagnético, mientras a la vez los conceptos fundamentales de las cantidades en cuestión eran radicalmente diferentes. Los matemáticos supusieron que los aisladores eran barreras para las corrientes eléctricas; que, por ejemplo, en una botella de Leyden o en condensador eléctrico la electricidad acumulada en una placa y que por alguna acción oculta la acción a distancia con que la electricidad de signo contrario era atraída por la otra placa. Maxwell, yendo más lejos que Faraday, razonó que si la luz es un fenómeno electromagnético y se puede transmitir a través de los dieléctricos, como el vidrio, el fenómeno se debe a la naturaleza de las corrientes electromagnéticas en los dieléctricos. Por lo tanto, sostuvo que en la carga de un condensador, por ejemplo, la acción no se detenía en el aislante, pero que las corrientes «de desplazamiento» se establecen en el medio aislante, que las corrientes continuarán hasta que la resistencia del medio sea igual a la de la fuerza de la carga. En un conductor de un circuito cerrado una corriente eléctrica es también un desplazamiento de la electricidad.
El conductor ofrece una cierta resistencia, similar a la fricción, al desplazamiento, y el calor producido en el conductor, es proporcional como ya se dijo al cuadrado de la intensidad de corriente, siempre que la fuerza eléctrica la continúe impulsando. Esta resistencia se puede comparar con que sufre un buque cuando en su avance desplaza el agua. La resistencia del dieléctrico es de naturaleza diferente y se ha comparado con la compresión de multitud de resortes, que, bajo compresión, reaccionan con un incremento la presión hacia atrás, hasta un punto donde la presión total hacia atrás iguala a la presión inicial. Cuando la presión inicial se retira, la energía gastada en la compresión de los «resortes» regresa al circuito, junto con el regreso de los resortes a su condición original, lo que produce una reacción en la dirección opuesta. En consecuencia, la corriente debida al desplazamiento de la electricidad en un conductor puede ser continua, mientras que las corrientes de desplazamiento en un dieléctrico son momentáneos y, en un circuito o medio que tiene, poca resistencia en comparación con la capacidad o la inductancia, las corrientes de descarga son de naturaleza oscilatoria o alternante.
Maxwell amplió este punto de vista de las corrientes de desplazamiento en los dieléctricos al éter del espacio. Suponiendo que la luz sea la manifestación de alteraciones de las corrientes eléctricas en el éter, y vibrando al ritmo de las vibraciones de la luz, estas vibraciones por inducción crean las correspondientes vibraciones en porciones adyacentes del éter, y de esta manera las ondulaciones que corresponden a las de la luz se propagan como un efecto electromagnético en el éter. La teoría electromagnética de Maxwell de la luz, obviamente implicaba la existencia de ondas eléctricas en el espacio, y sus seguidores se dedicaron a la tarea de demostrar experimentalmente la veracidad de la teoría.
En 1887, el Prof. Heinrich Hertz en una serie de experimentos demostró la existencia real de tales ondas. El descubrimiento de ondas eléctricas en el espacio condujo naturalmente al descubrimiento y la introducción a finales del siglo XIX de la telegrafía sin hilos, varios de cuyos sistemas se utilizan y se han utilizado sucesivamente en barcos, faros y la costa y estaciones de todo el mundo, por medio de la cual el conocimiento se transmite a través de los amplios océanos y la mayor parte de los continentes.

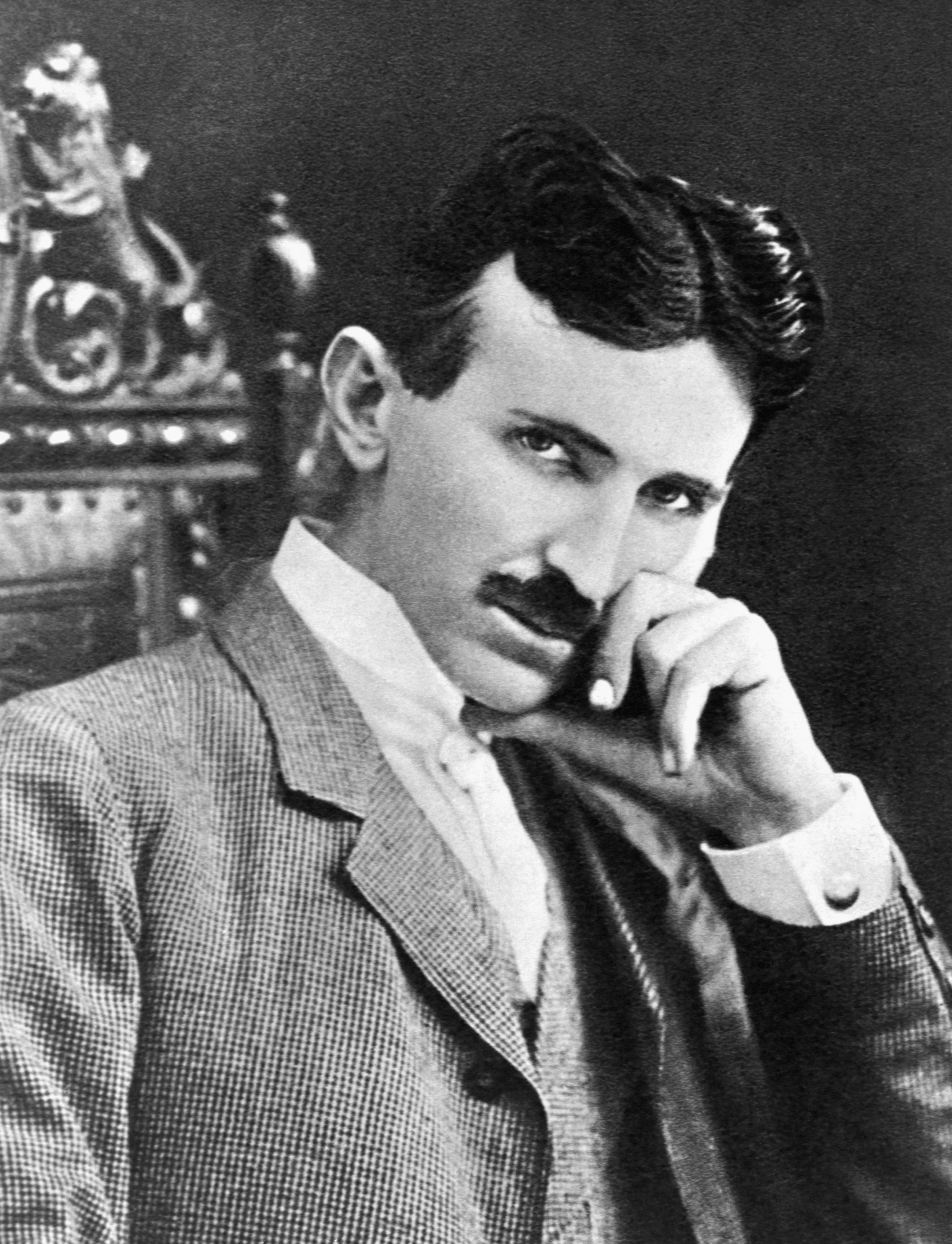
Nikola Tesla, hacia 1896

En 1891, se realizaron notables aportaciones a nuestro conocimiento de los fenómenos electromagnéticos a alta frecuencia y alto potencial por Nikola Tesla. Entre los nuevos experimentos realizados por Tesla, uno de ellos fue a tomar en su mano un tubo de vidrio del que se había extraído el aire, y posteriormente poner su cuerpo en contacto con un conductor que transporte corriente de alto potencial, el tubo se bañó con una luz brillante agradable. Otro experimento consistió en colocar un bulbo suspendido de un único cable conectado a un circuito de corriente de alto potencial y alta frecuencia, entonces un botón de platino dentro del bulbo brillaba con una viva incandescencia, mientras el experimentador se mantenía de pie sobre una plataforma de aislamiento. La frecuencia y el potencial implicados en los experimentos realizados por Tesla en esta época, fueron del orden de uno o más millones de ciclos y voltios». Para obtener más información relativa a estos experimentos, el lector puede remitirse a la obra de Tesla «Experimentos con Corrientes Alternas de Alto Potencial y Alta Frecuencia».

### Finales de siglo
Las teorías sobre la electricidad fueron sufriendo cambios a finales del siglo XIX. De hecho, puede decirse verdaderamente que la tendencia de toda la investigación científica conduce ahora a la conclusión de que la materia en su análisis final es de naturaleza eléctrica - de hecho es la electricidad la teoría en que se basa este punto de vista, denominada teoría electrónica o teoría eléctrica de la materia. Esta teoría (o mejor, hipótesis) en una palabra, supone que el átomo de materia, lejos de ser indivisible, como suponían las teorías más antiguas, se compone de cuerpos más pequeños denominados electrones, que estos electrones son de naturaleza eléctrica, y por consiguiente, toda la materia en última instancia, es eléctrica, los átomos de los diferentes elementos de la materia consisten en un cierto número de electrones, así, 700 en el átomo de hidrógeno y 11.200 en el átomo de oxígeno. Esta teoría de la materia en varias de sus características más importantes no apareció de un día para otro, ni se debe a las investigaciones de un solo hombre o a la concepción de una mente. Así, en cuanto a la opinión de que el átomo no es una partícula indivisible de materia, sino que está compuesto de electrones numerosas, muchos científicos han declarado durante años todos los elementos son modificaciones de una hipotética sustancia simple, protilo, «la materia indiferenciada del universo». Tampoco la teoría es completamente nueva en su suposición de que toda la materia es eléctrica.

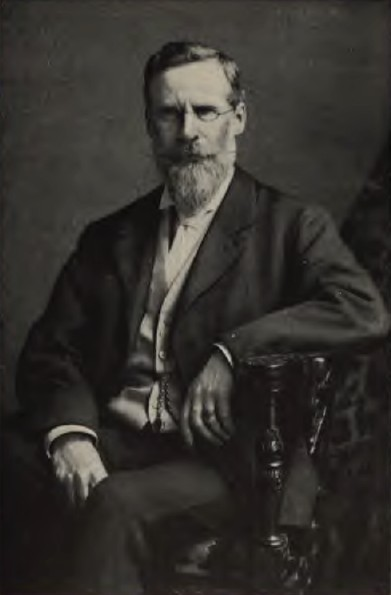
William Crookes

El electrón como una unidad de carga en electroquímica fue propuesto por G. Johnstone Stoney en 1874, quien también acuñó el término «electrón» en 1894. El Plasma fue identificado por primera vez en un Tubo de Crookes, y así descrito por Sir William Crookes en 1879 (lo llamó «materia radiante»). El estudio de la electricidad condujo al descubrimiento de los bellos fenómenos del tubo de Crookes (debidos a Sir William Crookes), a saber, los rayos catódicos, y más tarde al descubrimiento de los rayos Roentgen o Rayos X, no debe pasarse por alto que sin la electricidad como excitante del tubo el descubrimiento de los rayos pudo haberse pospuesto indefinidamente. Se ha señalado aquí que el Dr. William Gilbert fue llamado el fundador de la ciencia eléctrica. Esto se debe, sin embargo, considerar como una declaración comparativa.
A finales de 1890 un número de físicos propusieron que la electricidad, como habían observado en los estudios de conducción eléctrica en conductores, electrolitos y tubo de rayos catódicos, se componía de unidades discretas, a las que dieron una gran variedad de nombres, pero la realidad de estas unidades no se había confirmado de una forma convincente. Sin embargo, existían también indicios de que los rayos catódicos tenían propiedades de onda.
Faraday, Wilhelm Weber Weber, Helmholtz, Clifford y otros tenían atisbos de este punto de vista, y el trabajo experimental de Zeeman, Goldstein, Crookes, J.J. Thomson y otros han reforzado en gran medida esta opinión. Hace más de 35 años, Weber predijo que los fenómenos eléctricos se debían a la existencia de los átomos eléctricos, cuya influencia sobre otros depende de su posición y velocidades y aceleraciones relativas. Helmholtz y otros, sostuvieron también que la existencia de los átomos eléctricos seguía las leyes de Faraday de la electrólisis, y Johnstone Stoney, a quien se debe el término «electrón», mostró que cada ion químico del electrolito descompuesto transporta una cantidad definida y constante de electricidad, y en la medida en que estos iones se separan en los electrodos como sustancias neutras debe haber un instante, aunque sea breve, en el que las cargas deben ser capaces de existir por separado, como átomos eléctricos; mientras, en 1887, William Kingdon Clifford escribió: «Hay grandes razones para creer que cada átomo material transporta una pequeña corriente eléctrica, si no enteramente compuesto de esta corriente.»

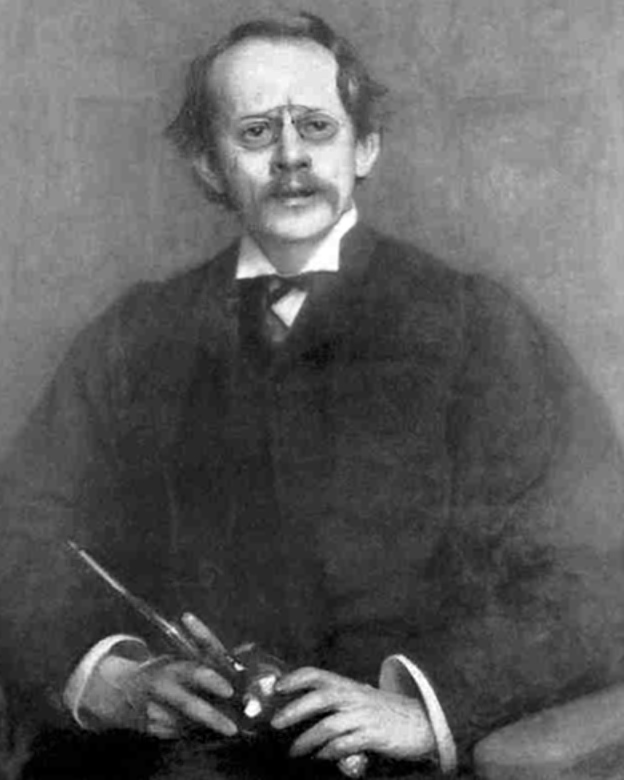
J.J. Thomson

En 1896, Thomson realizó experimentos que indicaban que los rayos catódicos realmente eran partículas, encontró un valor exacto de su relación carga-masa e/m, y encontró que el cociente e/m era independiente del material del cátodo. Hizo buenas estimaciones tanto de la carga e como la masa m, encontrando que las partículas de los rayos catódicos, que él llamó «corpúsculos», tenía aproximadamente una milésima de la masa del ion de menor masa conocido (hidrógeno). Mostró además que las partículas de carga negativa producidas por materiales radiactivos, por materiales calentados, y por materiales iluminados, era universal. La naturaleza de la materia del tubo de Crookes «rayos catódicos» fue identificado por Thomson en 1897.
A finales de 1800, el experimento de Michelson-Morley fue realizado por Albert Michelson y Edward Morley en lo que hoy es la Case Western Reserve University. Este experimento es considerado como «la prueba contra la teoría del éter lumínico. El experimento también se ha denominado «el punto de partida para los aspectos teóricos de la Segunda Revolución Científica». Fundamentalmente por este trabajo, Albert Michelson fue galardonado con el Premio Nobel en 1907. Dayton Miller continuó con los experimentos, realizando miles de medidas y, finalmente, desarrollando el interferómetro más exacto del mundo en ese momento. Miller y otros, como Morley, continuaron las observaciones y experimentos que tratan de los conceptos. Una serie de propuestas podría explicar el resultado nulo, pero estas hipótesis eran más complejas, con tendencia al uso arbitrario de coeficientes y de suposiciones físicas.
Hacia el final del siglo XIX los ingenieros eléctricos eran una profesión distinta, separada de físicos e inventores. Crearon las empresas que investigaron, desarrollaron y perfeccionaron las técnicas de transmisión de electricidad, y ganaron el apoyo de gobiernos en todo el mundo para comenzar la primera red de telecomunicación eléctrica mundial, la red de telégrafo eléctrico. Entre los pioneros en este campo se incluyen Werner von Siemens, fundador de Siemens AG en 1847, y John Pender, fundador Cable & Wireless.
El final del siglo XIX produjo gigantes de la ingeniería eléctrica, como Nikola Tesla, inventor del motor de inducción polifásico. La primera demostración pública de un «sistema alternador» tuvo lugar en 1886. Grandes generadores de corriente alterna de dos fases fueron construidos por un electricista británico, J.E.H. Gordon, en 1882. Lord Kelvin y Sebastian Ferranti también desarrolló tempranos alternadores, que produzcían frecuencias de entre 100 y 300 hertz. En 1891, Nikola Tesla patentó un práctico alternador de «alta frecuencia» (que operaba cerca de 15.000 hertzios). Después de 1891, se introdujeron los alternadores polifásicos para suministrar corriente de muchas fases diferentes. Más tarde, los alternadores fueron diseñados para frecuencias de corriente alterna que variaba entre los dieciséis y cerca de un centenar de Hertz, para uso con lámparas de arco, lámparas incandescentes y motores eléctricos.
La posibilidad de obtener la corriente eléctrica en grandes cantidades, y económicamente, por medio de máquinas dinamo dio un nuevo impulso al desarrollo de la luz de incandescencia y las lámparas de arco. Hasta que estas máquinas alcanzaron un nivel comercial las pilas voltaicas eran la única fuente disponible de la corriente para la iluminación eléctrica y la potencia. Sin embargo, el coste de estas baterías y las dificultades para mantenerlas en un funcionamiento confiable fueron su uso prohibitivos para fines de iluminación práctica. La fecha del empleo de lámparas de arco e incandescente parece ser de alrededor de 1877.
Incluso en 1880, sin embargo, se habían realizado pocos progresos en el uso general de estos tipos de iluminación; el rápido crecimiento posterior de esta industria es una cuestión de conocimiento general. El empleo de baterías, que originalmente se llamaron baterías secundarias o acumuladores, comenzó alrededor de 1879. Estas baterías son utilizadas en gran cantidad, como auxiliares a la dinamo en las casas y las subestaciones, en automóviles eléctricos y, en inmensas cantidades en sistemas de encendido y arranque de automóvil, también en la telegrafía de alarma contra incendios y sistemas de señales.

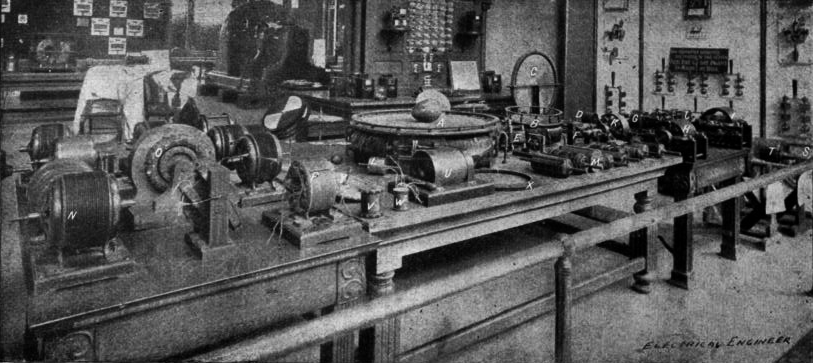
World's Fair Tesla presentation

En 1893, la Exposición Internacional de Chicago se celebró en un edificio que estaba dedicado a exposiciones eléctricas. La empresa General Electric (apoyada por Edison y J.P. Morgan) propuso suministrar energía para las exposiciones eléctrica con corriente eléctrica a un coste de un millón de dólares. Sin embargo, Westinghouse, armado con el sistema de corriente alterna de Tesla, propuso iluminar la Exposición Internacional de Chicago por la mitad de ese coste, y Westinghouse ganó la licitación. Fue un momento histórico y el comienzo de una revolución, la forma como Nikola Tesla y George Westinghouse, introdujeron al público a la energía eléctrica al iluminar la Exposición.

### Segunda revolución industrial

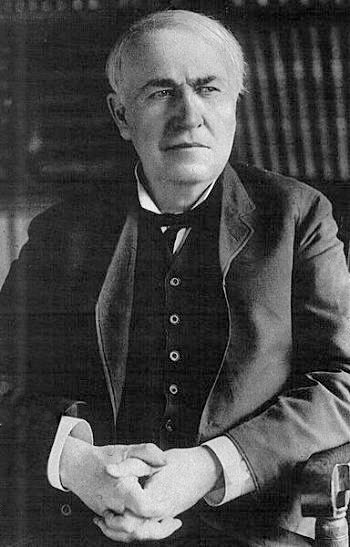
Thomas Edison.

El motor de corriente alterna nos ayudó en la Segunda revolución industrial. El rápido avance de la tecnología eléctrica a finales del siglo XIX y principios del XX condujo a rivalidades comerciales. En la Guerra de las corrientes a finales de la década de 1880, George Westinghouse y Thomas Edison se convirtieron en adversarios debido a la promoción de Edison de la corriente continua (DC o CC) para la distribución de la energía eléctrica frente a la corriente alterna (AC) abogada por Westinghouse y Nikola Tesla. Las patentes de Tesla y el trabajo teórico constituyeron la base de los modernos sistemas de energía eléctrica de corriente alterna, incluyendo los sistemas polifásicos de distribución de energía.
Varios inventores ayudaron a desarrollar sistemas comerciales. Samuel Morse, inventor de un telégrafo de largo alcance, Thomas A. Edison, inventor de la primera red comercial de distribución de energía eléctrica, George Westinghouse, inventor de la locomotora eléctrica, Alexander Graham Bell, inventor del teléfono y fundador de un negocio de telefonía con éxito.
En 1871 el telégrafo eléctrico había crecido en grandes proporciones y se encontraba en uso en todos los países civilizados del mundo, sus líneas formaban una red en todas direcciones sobre la superficie terrestre. El sistema más generalizado en uso era el telégrafo electromagnético, debido a S.F.B. Morse, de Nueva York, o modificaciones de su sistema. Los cables submarinos que conectan los hemisferios oriental y occidental también estaban en funcionamiento con éxito en ese momento.
Sin embargo, cuando en 1918 uno ve la mayoría de las aplicaciones de la electricidad a la luz eléctrica, ferrocarriles eléctricos, energía eléctrica y otros fines (ello hecho posible y factible por la perfección de la dínamo), es difícil creer que no más allá de 1871 el autor de un libro publicado en ese año, al referirse al estado de la técnica de la aplicación de electricidad en ese momento, pudiera verdaderamente haber escrito:
«Lo más importante y notable de los usos que se han hecho de la electricidad consiste en su aplicación a los fines telegráficos». La declaración fue, sin embargo, bastante precisa y tal vez el tiempo podría haber sido prorrogados hasta el año 1876 sin modificaciones importantes de las observaciones. En ese año, se inventó el teléfono, debido a Alexander Graham Bell, pero no fue sino hasta varios años después que su empleo comercial comenzó en serio. Desde aquel momento, también las ramas hermanas de la electricidad que acabamos de mencionar avanzaron y están avanzando con pasos agigantados en todas direcciones por lo que es difícil poner un límite a su progreso.

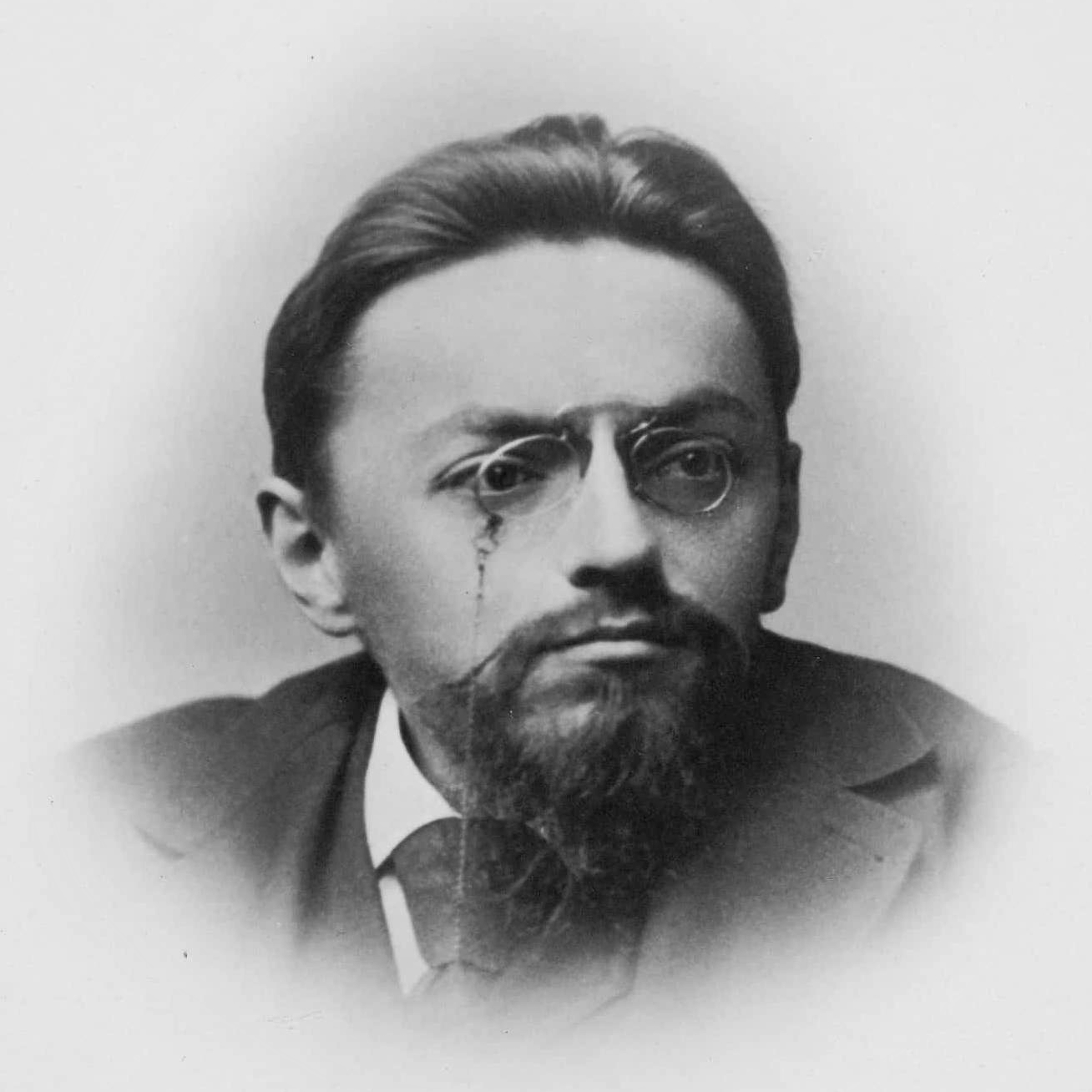
Charles Proteus Steinmetz, teórico de la corriente alterna.

La corriente alterna sustituyó a la corriente continua en las centrales de generación y distribución de energía eléctrica, extendiendo enormemente el rango y mejorando la seguridad y la eficiencia de la distribución de energía. El sistema de distribución de corriente continua a bajo voltaje de Edison perdió finalmente frente a los dispositivos de CA propuestos por otros: en primer lugar los sistemas polifásicos de Tesla, y también de otros contribuyentes, como Charles Proteus Steinmetz (en 1888, estaba trabajando para Westinghouse en Pittsburgh). El exitoso sistema de las Cataratas del Niágara fue un punto de inflexión en la aceptación de la corriente alterna. Finalmente, la compañía General Electric (formada por la fusión entre las empresas Edison y la rival basada en la corriente alterna Thomson-Houston) comenzaron a fabricar máquinas de CA.
La generación de energía centralizada se hizo posible cuando se reconoció que las líneas de energía eléctrica de corriente alterna pueden transportar electricidad a bajo costo a través de grandes distancias, aprovechando la capacidad de cambiar el voltaje a lo largo de la vía de distribución utilizando los transformadores. La tensión se eleva en el punto de generación (un número representativo es un generador de tensión de un rango menor del kilovoltio) a un voltaje muy superior (de decenas de miles a varios cientos de miles de voltios) para la transmisión primaria, seguida de varias transformaciones a la baja, hasta alcanzar la baja tensión alcanzada por ejemplo en el uso doméstico residencial.
La Exhibición Electrotécnica Internacional de 1891 se realizó mediante la transmisión a larga distancia de corriente eléctrica trifásica. Realizada entre el 16 de mayo y 19 de octubre en un sitio en desuso entre las tres «Westbahnhöfe» (estaciones de ferrocarril de la Western) en Fráncfort del Meno, la exposición presentó la primera transmisión a larga distancia de corriente eléctrica trifásica a alta potencia, generada a 175 kilómetros de distancia en Lauffen am Neckar. Como resultado de esta exitosa prueba de campo, la corriente trifásica se estableció para las redes de transmisión eléctrica en todo el mundo.
Mucho se ha hecho en dirección a la mejora de las facilidades de las terminales del ferrocarril, y era difícil encontrar un ingeniero del ferrocarril a vapor que negara que todos los ferrocarriles de vapor importantes de este país no iban a ser operados eléctricamente. En otras direcciones, era de esperar el curso de los acontecimientos en cuanto a la utilización de la energía eléctrica fuera igual de rápido. En cada parte del mundo la energía de la caída del agua, máquina de movimiento perpetuo de la naturaleza que ha estado fluyendo desde el principio del mundo, está siendo ahora convertida en electricidad y transmitida por cables de cientos de kilómetros a los puntos donde es empleada de forma útil y económica.
La utilización extensiva de agua que cae no se limita a las caídas de agua naturales. En cientos de lugares en los que haya una caída de 12 a 120 m en un recorrido de 15 a 500 kilómetros, hay disponibles cientos de cientos de miles de caballos de potencia para ser agregados mediante métodos adecuados de hidráulica, la energía así empleada contribuye así, en gran medida a la conservación de la limitada cantidad de carbón del mundo. Así, se ha sido propuesto la construcción de una presa en el río Niágara, al pie del cañón, donde se dispondría de otra fuente de energía hidráulica igual a la que está actualmente disponible. El río Jchlun en Cachemira, en la India, tiene una caída de 75 metros en una distancia de 130 kilómetros con un caudal mínimo de 120.000 litros por segundo, y ha comenzado a desarrollar 1.000.000 caballos de potencia eléctrica, lo que representa, una parte considerable de la que se pretende utilizar en la producción de nitrato de cal para fertilizantes, combinando mediante poderosas corrientes eléctricas la piedra caliza que abunda en esta región con el nitrógeno del aire, una combinación que ingenieros daneses han demostrado que es viable comercialmente, y que un producto inagotable en el tiempo puede estar económicamente disponible para reponer la poca calidad de las tierras agrícolas de América y otros países. Ahora podían realizarse los sueños del ingeniero eléctrico era que la producción directa de electricidad a partir de carbón sin la intervención de la máquina de vapor con sus métodos de desperdicio. Al otro lado del Atlántico, en Cleveland, Ohio 1877-1888 Charles F. Brush, diseñó y construyó una máquina más grande y de alta ingeniería, por su empresa de ingeniería en su propia casa, que funcionó desde 1886 hasta 1900. La turbina de viento Brush tenía un rotor de 17m de diámetro y estaba montado en una torre de 18 m de altura. Aunque grande para los estándares de hoy día, la máquina rendía solamente 12 kW; rotaba relativamente lenta, ya que tenía 144 hojas. La dinamo conectada se utiliza tanto para cargar un banco de baterías o para operar hasta 100 bombillas incandescentes, tres lámparas de arco, y varios motores en el laboratorio de Brush. La máquina cayó en desuso después de 1900, cuando se dispuso de electricidad desde las estaciones centrales de Cleveland, y fue abandonado en 1908.

## SigloXX
A principios del siglo XX, Millikan midió la carga del electrón y Lorentz, junto con su pupilo Zeeman, ganaron el Premio Nobel de Física en 1902 por su investigación sobre la influencia del magnetismo en la radiación, originando la radiación electromagnética.
Las implicaciones teóricas del electromagnetismo llevaron a Albert Einstein a la publicación de la teoría de la relatividad especial, en 1905. A su vez la reformulación relativista del electromagnetismo clásico llevó a la formulación de la electrodinámica clásica. Y más tarde con la consideración de los efectos cuánticos se formuló la electrodinámica cuántica.
En otra publicación de 1905, Einstein puso en los pilares del electromagnetismo clásico su teoría del efecto fotoeléctrico (por el cual ganó un premio Nobel de física en 1921), en el cual proponía que la luz pudiese existir en cantidades en forma de partículas discretas, que más tarde serían llamadas fotones.
La teoría de Einstein del efecto fotoeléctrico extendió la forma de ver la solución de la catástrofe ultravioleta, presentada por Max Planck en 1900. En su trabajo, Planck mostró que los elementos calientes emiten radiación electromagnética en paquetes discretos, que conducen a una energía total finita emitida como radiación de cuerpo negro. Ambos resultados estaban en contraposición directa con el punto de vista clásico de la luz como una onda continua. Las teorías de Planck y Einstein fueron las que dieron origen a la mecánica cuántica, que, al ser formulada allá en 1925, requirió de la invención de una teoría cuántica del electromagnetismo. A esta teoría, completada en la década de los 1940, se le conoce como electrodinámica cuántica (o de sus siglas del inglés, QED) y es una las teorías más exactas que la física conoce.
Se han adoptado y nombrado, por representantes de los institutos de ingeniería eléctrica de todo el mundo, varias unidades de electricidad y magnetismo las cuales posteriormente se han confirmado y legalizado por los Gobiernos de los Estados Unidos y de otros países. Así, la «V» voltio, del italiano Volta, se ha adoptado como unidad práctica de la fuerza electromotriz, el «Ω» (Ohm) -el enunciador de la ley de Ohm-, como unidad práctica de resistencia, el «A» Ampere, del eminente científico francés de ese nombre, como unidad práctica de intensidad de corriente, el «Henry» como unidad práctica de la inductancia, de Joseph Henry, y en reconocimiento de su temprano e importante trabajo experimental en la inducción mutua.

### Lorentz y Poincaré

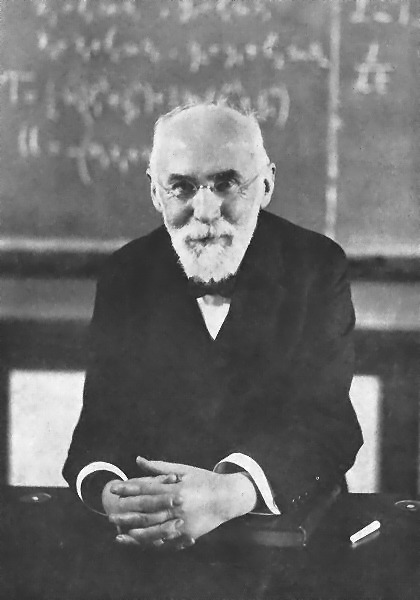
Hendrik Lorentz

Entre 1900 y 1910, muchos científicos como Wilhelm Wien, Max Abraham, Hermann Minkowski, o Gustav Mie creían que todas las fuerzas de la naturaleza eran de origen electromagnético (la llamada «visión del mundo electromagnética»). Esto estaba relacionado con la teoría electrónica desarrollada entre 1892 y 1904 por Hendrik Lorentz. Lorentz introdujo una estricta separación entre la materia (electrones) y el éter, donde en su modelo el éter está completamente inmóvil, y no puede ponerse en movimiento en las proximidades de la materia ponderable. Contrariamente a otros modelos electrónicos anteriores, el campo electromagnético del éter aparece como un mediador entre los electrones y los cambios en este campo no puede propagarse más rápido que la velocidad de la luz. Lorentz explicó teóricamente el Efecto Zeeman sobre la base de esta teoría, por la que recibió el Premio Nobel de Física en 1902. Un concepto fundamental de la teoría de Lorentz en 1895 era el «teorema de los estados correspondientes» para los términos de orden v/c. Este teorema establece que un observador en movimiento (en relación con el éter) en su campo «ficticio» hace las mismas observaciones que los observadores en reposo en su campo «real». Este teorema fue prorrogado en términos de todos los órdenes por Lorentz en 1904. Lorentz enunció que era necesario cambiar las variables de espacio-tiempo variables cuando cambiamos el marco de referencia e introducimos conceptos físicos como la contracción de la longitud (1892) para explicar el experimento de Michelson-Morley, y el concepto matemático de la Simultaneidad (1895) para explicar la aberración de la luz y el experimento de Fizeau. Esto dio lugar a la formulación de las llamadas transformaciones de Lorentz por Joseph Larmor (1897, 1900) y Lorentz (1899, 1904).

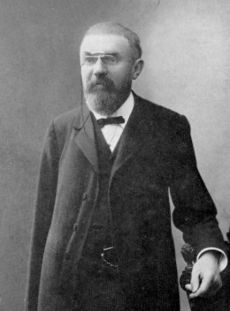
Henri Poincaré

Continuando el trabajo de Lorentz, Henri Poincaré entre 1895 y 1905 formuladas en muchas ocasiones el Principio de relatividad y trató de armonizarla con la electrodinámica. Declaró que la simultaneidad solo era una convención conveniente que depende de la velocidad de la luz, en el que la constancia de la velocidad de la luz sería un útil postulado para hacer las leyes de la naturaleza tan simples como sea posible. En 1900 interpretó el tiempo local de Lorentz como el resultado de la sincronización del reloj por las señales luminosas, e introdujo el momento electromagnético mediante atribución de energía electromagnética a la masa «ficticia» {\displaystyle m=E/c^{2}}. Y, finalmente, en junio y julio de 1905 se declaró el principio de relatividad de una ley general de la naturaleza, que incluye la gravitación. Corrigió algunos errores de Lorentz y demostró la covarianza de Lorentz de las ecuaciones electromagnéticas. Poincaré también descubrió que existen fuerzas no eléctricas para estabilizar la configuración electrónica y afirmó que la gravedad es también una fuerza eléctrica. Aunque la visión del mundo electromagnético mostrada por Poincaré resultó no ser válida, ya que mantuvo la noción de un éter y todavía distinguía entre el tiempo «aparente» y el «real» y por lo tanto no llegó inventar lo que hoy se denomina relatividad especial.

### Annus Mirabilisde Einstein
En 1905, mientras trabajaba en la oficina de patentes, Albert Einstein publicó cuatro artículos en «Anales de Física» (Annalen der Physik), la principal revista alemana de física. Estos son los documentos que la historia ha venido a llamar los documentos Annus Mirabilis:
- Su documento sobre la naturaleza de las partículas de la luz propuso la idea de que algunos resultados experimentales, en particular, el efecto fotoeléctrico, podría entenderse de una forma simple desde el postulado de que la luz interactúa con la materia como «paquetes» discretos (cuantos) de energía, una idea que había sido introducida por Max Planck en 1900 como una manipulación puramente matemática, y que parecía contradecir las teorías ondulatoria de la luz contemporáneas (Einstein, 1905a). Este fue el único trabajo de Einstein de que él mismo llamó «revolucionario».
- Su documento sobre el movimiento browniano explica el movimiento aleatorio de objetos muy pequeños como prueba directa de la acción molecular, apoyando así la teoría atómica.(Einstein, 1905b).
- Su documento sobre la electrodinámica de los cuerpos en movimiento introduce la teoría radical de la relatividad especial, que demostró que la independencia observada de la velocidad de la luz del estado de movimiento de los observadores requieren cambios fundamentales en la noción noción de simultaneidad. Las consecuencias de esto incluyen el marco de referencia del espacio-tiempo de un cuerpo en movimiento: dilatación del tiempo y contracción de la longitud (en la dirección del movimiento) en relación con el marco de referencia del observador. Este documento también sostuvo que la idea de un éter luminífero, -una de las principales entidades en la física teórica en aquel momento-, era superflua.(Einstein, 1905c)
- En su documento sobre la equivalencia masa-energía (que antes se consideraban conceptos distintos), Einstein dedujo de sus ecuaciones de la relatividad especial lo que más tarde se convirtió en la conocida expresión: {\displaystyle E=mc^{2}}, que sugiere que pequeñas cantidades de masa podría ser convertidos en grandes cantidades de energía.(Einstein, 1905d).

Todos estos cuatro documentos son actualmente reconocidos como grandes logros - y por lo tanto, 1905 es conocido como el año maravilloso de Einstein. En su tiempo, sin embargo, no fueron percibidas por la mayoría de los físicos como importantes, y muchos de los que los leyeron los rechazaron de plano. Alguno de estos trabajos -tales como la teoría de los cuantos de luz- sigue siendo polémico desde hace años.

## Electricidad inalámbrica
El término «electricidad inalámbrica» describe una forma de transmisión inalámbrica de energía, es decir, la capacidad de proporcionar energía eléctrica a objetos a distancia sin utilizar cables. El término WiTricity fue acuñado en 2005 por Dave Gerding y posteriormente utilizado para un proyecto dirigido por Marin Soljacic en 2007.
Investigadores del MIT demostraron con éxito la capacidad de encender una bombilla de 60 vatios de forma inalámbrica, usando dos bobinas de cobre de 5 vueltas de 60 cm de diámetro, que estaban situadas a 2 m de distancia, con aproximadamente un 45% de eficiencia. Esta tecnología puede utilizarse potencialmente en una gran variedad de aplicaciones, incluidos los consumidores, industriales, médicas y militares. Su objetivo es reducir la dependencia de las baterías. Otras aplicaciones de esta tecnología incluyen la transmisión de la información, ya que no interfieren con las ondas de radio y por lo tanto podría utilizarse como un dispositivo de comunicación barato y eficaz sin necesidad de una licencia o permiso del Gobierno.